# Stedelijk Gymnasium Leiden
Het Stedelijk Gymnasium te Leiden is een van de oudste scholen van Nederland. De geschiedenis van de school gaat terug tot in de middeleeuwen. Tegenwoordig is het ook het grootste onafhankelijke gymnasium van Nederland met ongeveer 1.700 leerlingen, ongeveer 800 op de locatie Athena aan de Fruinlaan en ongeveer 900 op de locatie Socrates in Leiden-Noord.

## Geschiedenis van de school
De school wordt voor het eerst genoemd in 1323 onder de naam schole of scoele, in een charter van graaf Willem III. Men vermoedt dat de school in de tweede helft van de 13e eeuw is opgericht. Na het Leids ontzet in 1574 werd Nicolaus Stochius, een Calvinist, tot rector benoemd door burgemeester Pieter Adriaansz. van der Werff van Leiden, hoewel het bestuur van de school Luthers was.

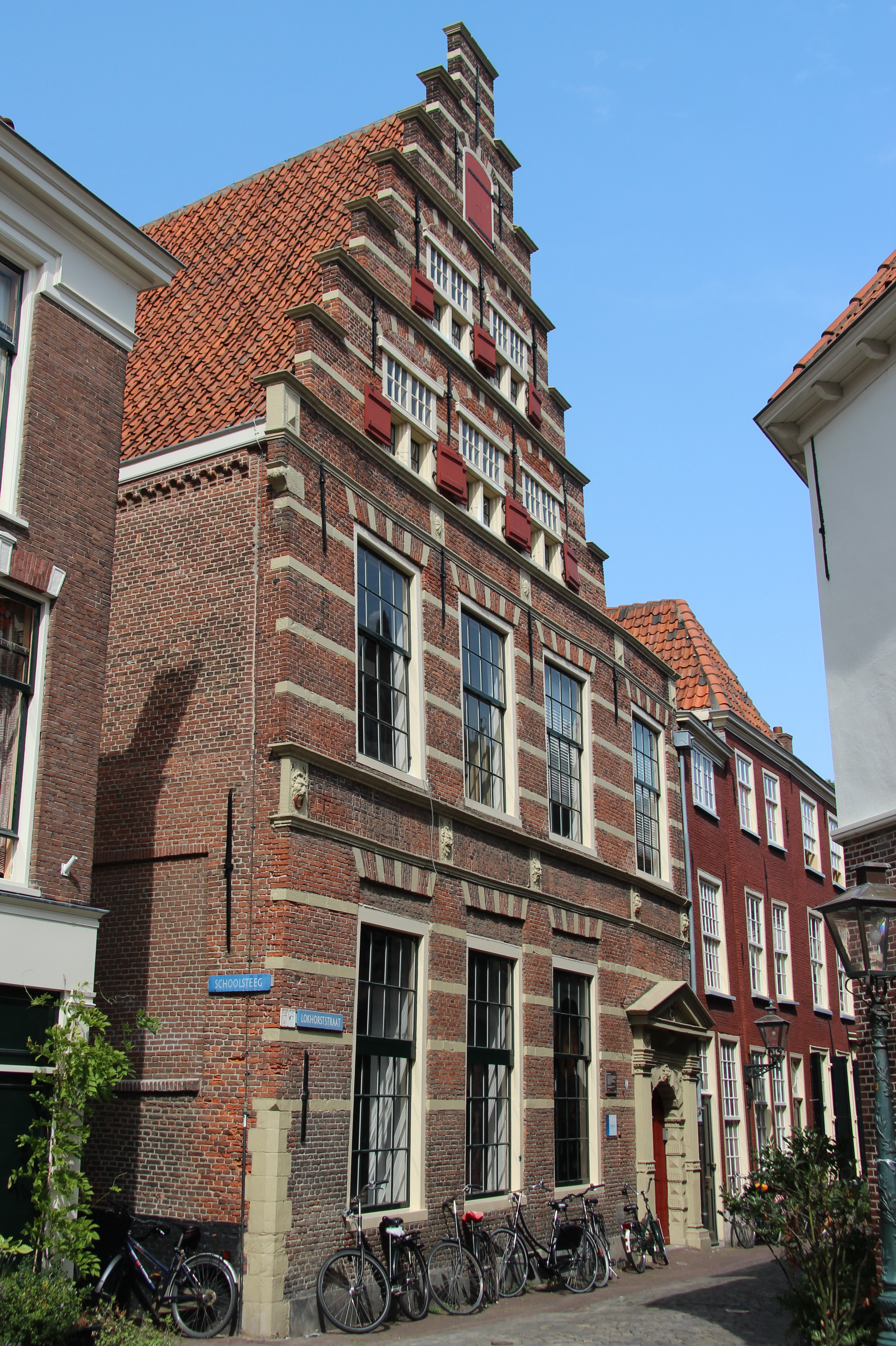
De Latijnse School aan de Lokhorststraat.

Pas rond 1700 werd voor het eerst gesproken over een gymnasium, in de toen officiële Latijnstalige documenten; in het Nederlands sprak men van Latijnse school. De Leidse school was tot 1883 gevestigd in een pand aan de Lokhorststraat in de binnenstad van Leiden. De naam Stedelijk Gymnasium werd voor het eerst vermeld in 1838. Er werd toen een nieuw lessysteem geïntroduceerd met zes klassen en een dagelijks rooster verdeeld over zes dagen in de week.
In 1883 werd het door stadsarchitect Jan Willem Schaap ontworpen schoolgebouw aan de Doezastraat 2a in gebruik genomen. Hier was het Gymnasium van 1883 tot 1938 ondergebracht.
Sinds 1938 is de school gevestigd aan de Fruinlaan, die vernoemd is naar Robert Fruin, ooit leraar aan deze school en van 1860 tot 1894 de eerste hoogleraar Nederlandse geschiedenis aan de Universiteit Leiden. Dit schoolgebouw, ontworpen door Jan Neisingh, wordt nog steeds gebruikt, hoewel er in de loop der tijd het een en ander aan verbouwd en aangebouwd is. In de jaren 1992-96 heeft een grondige verbouwing plaatsgevonden, waarbij het plein achter de school overdekt werd en omgebouwd tot multifunctionele aula. Op de zolders is een grote studieruimte gemaakt (de 'studiezolder').
In september 2001 werd een tweede gebouw in gebruik genomen aan het Noordeinde in het centrum van Leiden. In dit gebouw, waarin de stadsvilla van Jan Willem Schaap uit 1866 is opgenomen die oorspronkelijk diende als directeurswoning van de Leidse Zeevaartschool, was eerst het Boerhaave College voor VAVO gevestigd. Het was niet bedoeld als permanente oplossing voor het Stedelijk Gymnasium. De ruimte bleek in 2005 alweer ontoereikend te zijn. Als tussenoplossing werden aan de Fruinlaan noodlokalen in de tuin geplaatst.
In 2008 werd in het bestemmingsplan van Leiden-Noord ruimte gemaakt voor een nieuw schoolgebouw. Een reden om een extra locatie te bouwen was naast de groei van het aantal nieuwe leerlingen ook de grote afstand voor veel leerlingen ten opzichte van Leiden-Zuid. In een parkachtige omgeving, in de nabijheid van de klassieke Stadspoldermolen, heeft architect Herman Hertzberger het ontwerp voor een modern schoolgebouw gerealiseerd. Op 4 januari 2010 is het gymnasium opgesplitst in twee vestigingen: locatie Athena aan de Fruinlaan en locatie Socrates aan de Gooimeerlaan. Het 'Noordeinde' en het 'tuinpaviljoen' worden niet meer gebruikt. De locatie Socrates biedt plaats aan ongeveer 900 leerlingen, de locatie Athena aan ruim duizend leerlingen.
In 2007 kwam de gemeente Leiden met het plan om de school samen met het Da Vinci College, het Vlietland College en een aantal basisscholen onder te brengen in een stichting, in plaats van direct onder het Bureau Openbaar Onderwijs van de gemeente. Na hevige protesten vanuit het gymnasium werd dit plan vervangen door een variant waarin het gymnasium een eigen bestuur zou krijgen, terwijl de overige scholen in de stichting bleven. Het Stedelijk Gymnasium Leiden is de grootste middelbare school van de gemeente Leiden en omstreken.

## Internationaliseringsprojecten

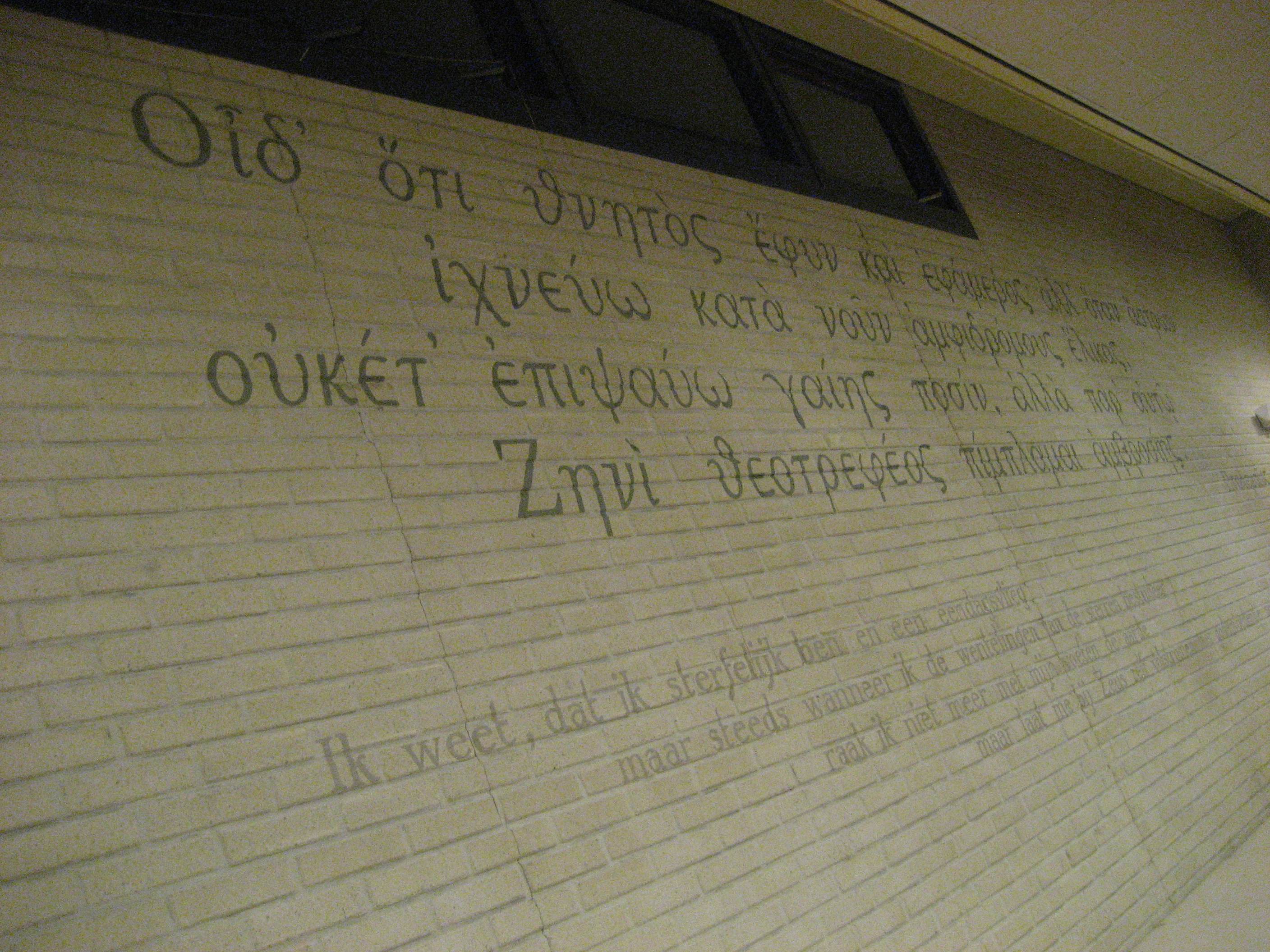
Gedicht van Ptolomaeus op een muur in de aula

Het Stedelijk Gymnasium onderhoudt verschillende contacten met scholen uit onder meer Zweden, Polen, Boedapest, Duitsland, Italië en België om de internationalisering te bevorderen en de leerlingen kennis te laten maken met de Europese Unie en Europa. Daarnaast zijn deze contacten een uitgelezen kans voor de leerlingen om hun talenkennis van het Engels, Duits en Frans bij te houden.

## LEMUN
Het Stedelijk Gymnasium organiseert sinds 2001 de jaarlijks terugkerende Leiden Model United Nations (LEMUN), met ongeveer 450 deelnemers de op een na grootste Model United Nations (MUN)-conferentie in Nederland. Ook worden jaarlijks delegaties naar de The Hague International Model United Nations (THIMUN) en andere MUN's in Nederland uitgezonden. In 2009 heeft de school voor het eerst deelgenomen aan een MUN in het buitenland: de Londen International Model United Nations (LIMUN).

## USA
In 1908 is de Leidsche Gymnasiastenbond Uno Sumus Animo (wij zijn een van geest) opgericht, die activiteiten organiseert voor de leerlingen van de school. Elke locatie van de school (Athena en Socrates) heeft een eigen bestuur van twaalf leden. De twee besturen werken nauw samen bij vele schoolactiviteiten.
Het bestuur wordt elk jaar door de leerlingen van de school verkozen. De kandidaten kunnen twee dagen in juni campagne voeren waarna, op de derde dag, de verkiezingen zijn.
Er zijn twaalf taken in het bestuur:
- Praeses: voorzitter van het bestuur
- Abactis: notulist
- Quaestor: penningmeester
- Socius: schrijver/redacteur van de Socius (schoolkrant)
- Skias: regisseur Grote Uitvoering (toneelvoorstelling of musical van leerlingen)
- Uitvoer: hoofd van het licht- en geluidsteam
- Publiciteit: verzorgt alle decoratie en publiciteit voor activiteiten
- Bar: regelt catering bij schoolactiviteiten
- Musa Pop: organisator van de Musa Pop avonden (avond waar leerlingen op kunnen treden voor een publiek van ouders en leerlingen)
- Musa Open podium: organisator van de Open Podium avonden
- Film & Media: houdt social media kanalen up-to-date en organiseert de filmavonden
- Sport: organiseert sportdagen voor de leerlingen

## Schoolgebouwen door de eeuwen heen
- 1358-1431: Hofweg (tegenwoordig Lokhorststraat), schuin tegenover Lokhorststraat 16
- 1431-1883: Lokhorststraat 16 (in het centrum van Leiden) (bemoeienis van architect Lieven de Key)
- 1883-1938: Doezastraat 2a (ontwerp Jan Willem Schaap)
- 1938-nu: Fruinlaan 15 (ontwerp Jan Neisingh)
- 2001-2010: extra gebouw, Noordeinde 1 / 3 (ontwerp Noordeinde 1 van Jan Willem Schaap)
- 2010-nu: tweede hoofdgebouw ("Locatie Socrates"), Nieuwe Marnixstraat 90 (ontwerp Herman Hertzberger)
- 2015-2021: extra gebouw, Lammenschansweg 6

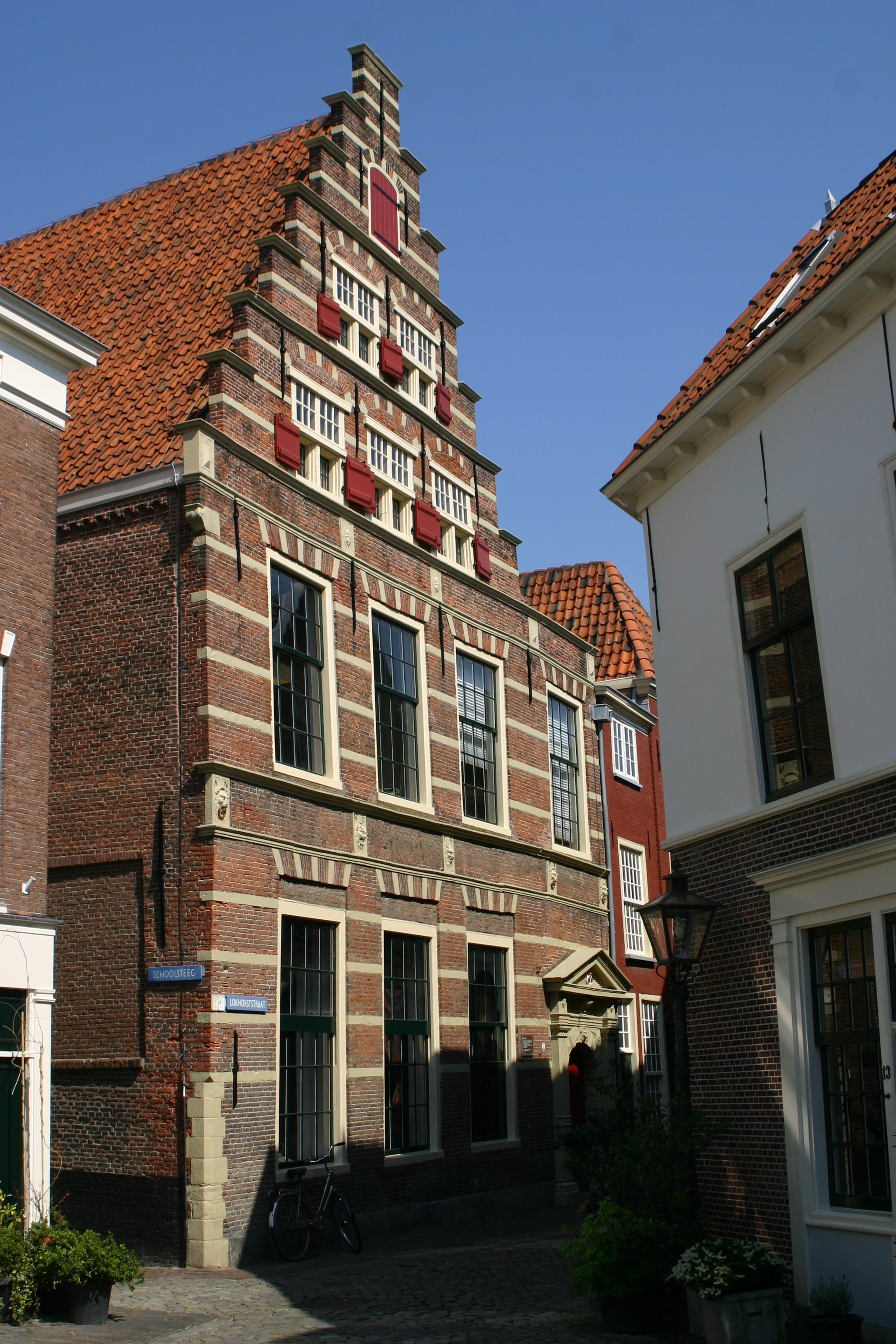
Gebouw aan de Lokhorststraat 16, onderkomen van de school van 1431-1883
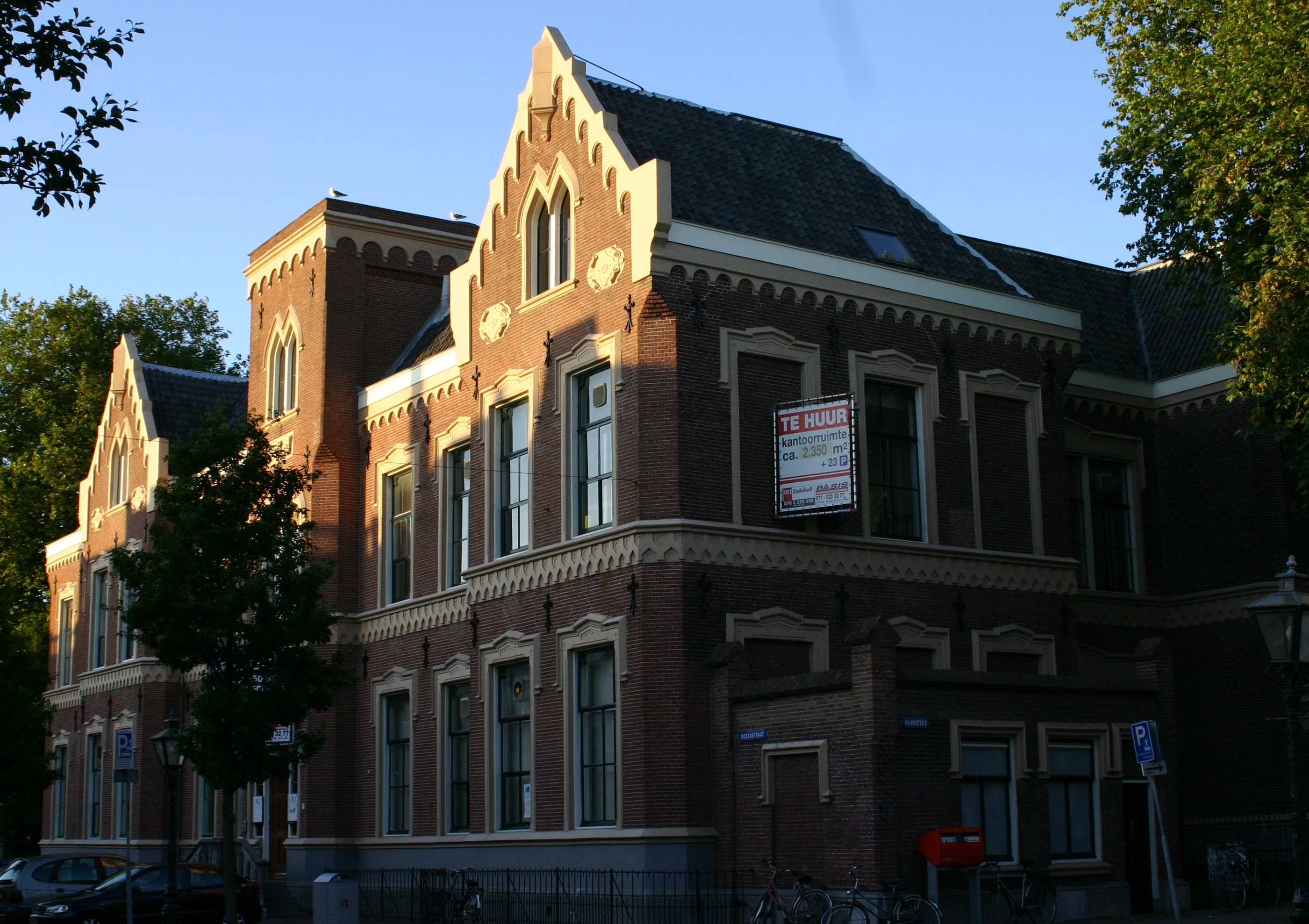
Gebouw aan de Doezastraat 2a, onderkomen van de school 1883-1938
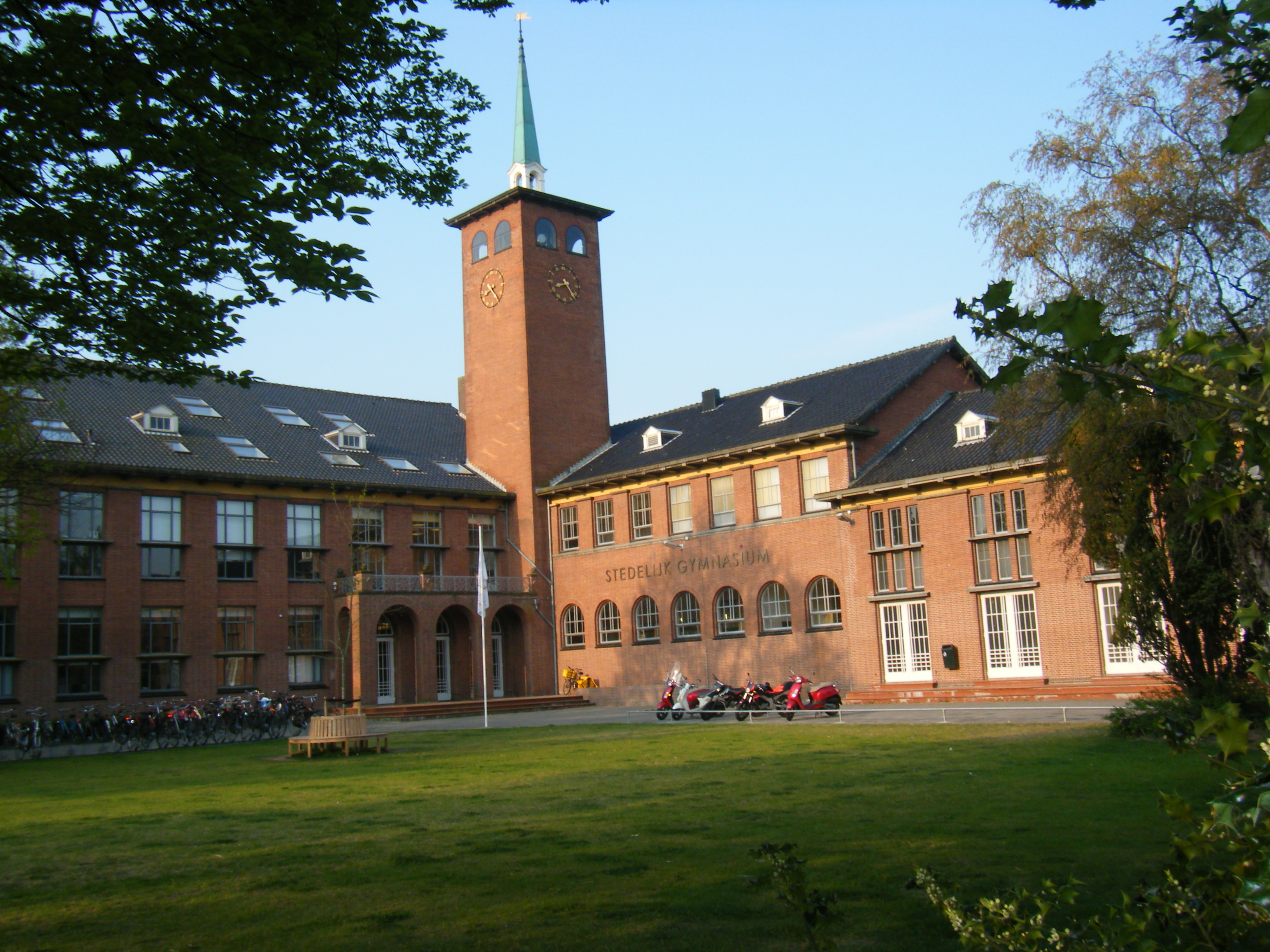
Gebouw Fruinlaan 15, onderkomen van de school 1938-nu
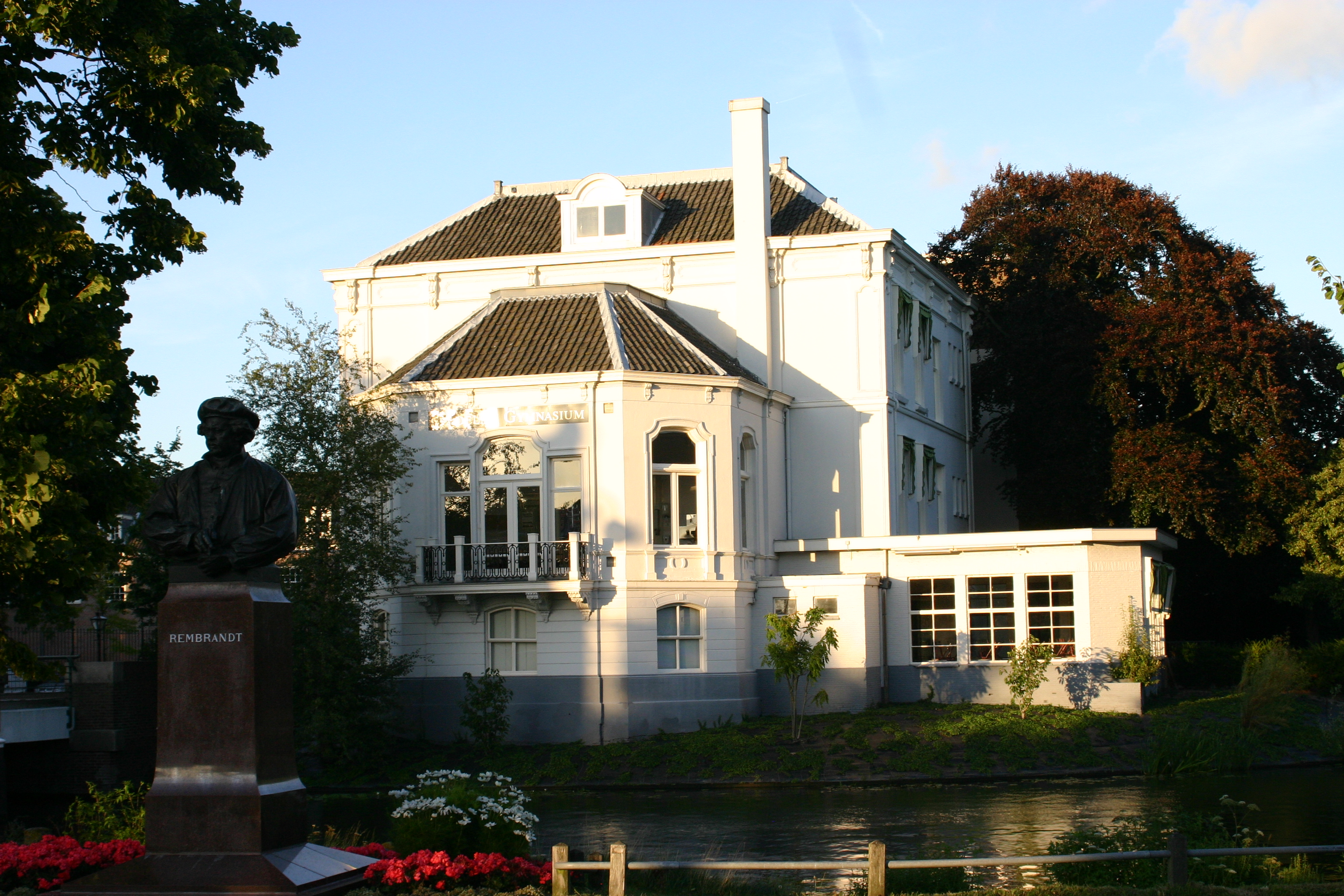
Gebouw Noordeinde 1, extra onderkomen van de school 2001-2010
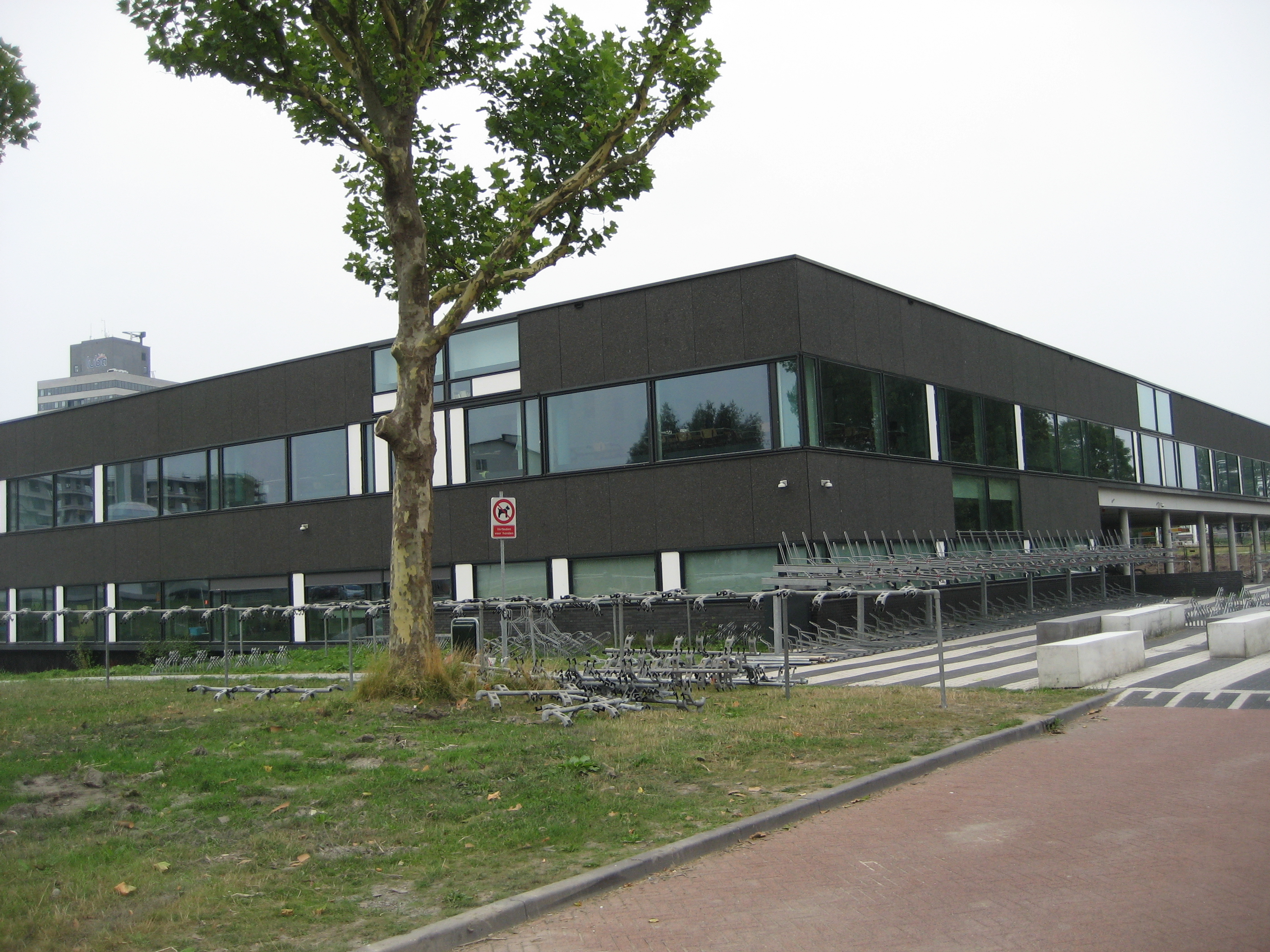
Gebouw "Socrates", Nieuwe Marnixstraat

## Bekende oud-docenten en (con)rectoren

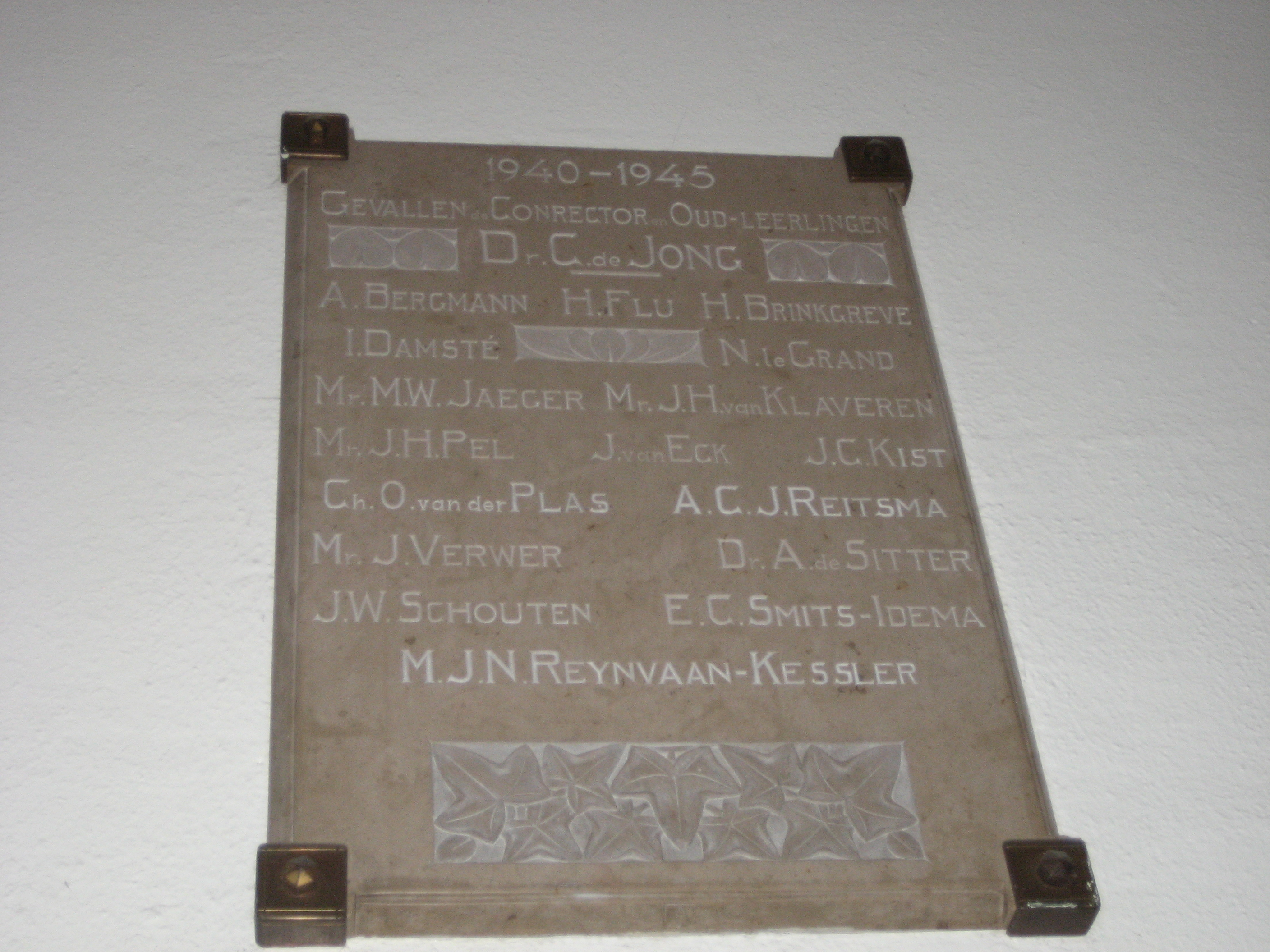
Herdenkingsplaquette WOII bij de ingang van de school, met onder meer de naam van conrector Christiaan de Jong, Silbertanne-slachtoffer

- Ria Beckers, klassieke talen en maatschappijleer 1970-1976
- P.J. Blok, Nederlands en geschiedenis 1879-1884
- Hans Blom, geschiedenis 1968-1971
- Willem Byvanck, klassieke talen 1879-1889
- Pieter Damsté, klassieke talen 1889-1902
- Robert Fruin, aardrijkskunde en geschiedenis 1849-1859
- Jacob Hartman, klassieke talen, conrector 1883-1891
- Christiaan de Jong, wiskunde, conrector, Silbertanne-slachtoffer
- Jan Kamerbeek jr., Nederlands 1930-1931
- Johannes Kapteyn, Duits 1911-1916
- G.G. Kloeke, Duits 1919-1925
- Abraham Kuenen, Hebreeuws 1849-1852
- Jean A. Oudemans, natuurkunde, wiskunde 1846-1849
- Willem Pluygers, klassieke talen 1838-1859, conrector 1846-1859
- Gilles Quispel, klassieke talen 1946-1951
- Cornelius Schrevelius, (con)rector (Latijnse school) 1642-1664
- Theodorus Schrevelius, rector (Latijnse school) 1625-1642
- Maximiliaan August Schwartz, klassieke talen, voor 1919
- Elisa van der Ven, wis- en natuurkunde 1856-1863
- Jacob Verdam, klassieke talen 1869-1878
- Gerlof van Vloten, Hebreeuws 1890-1902
- Matthias de Vries, Nederlands en geschiedenis ± 1843-1849
- L.A. te Winkel, Nederlands 1851-1860
- Pieter Jan van Winter, geschiedenis en aardrijkskunde 1917-1919

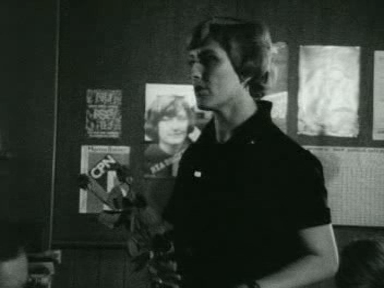
Ria Beckers
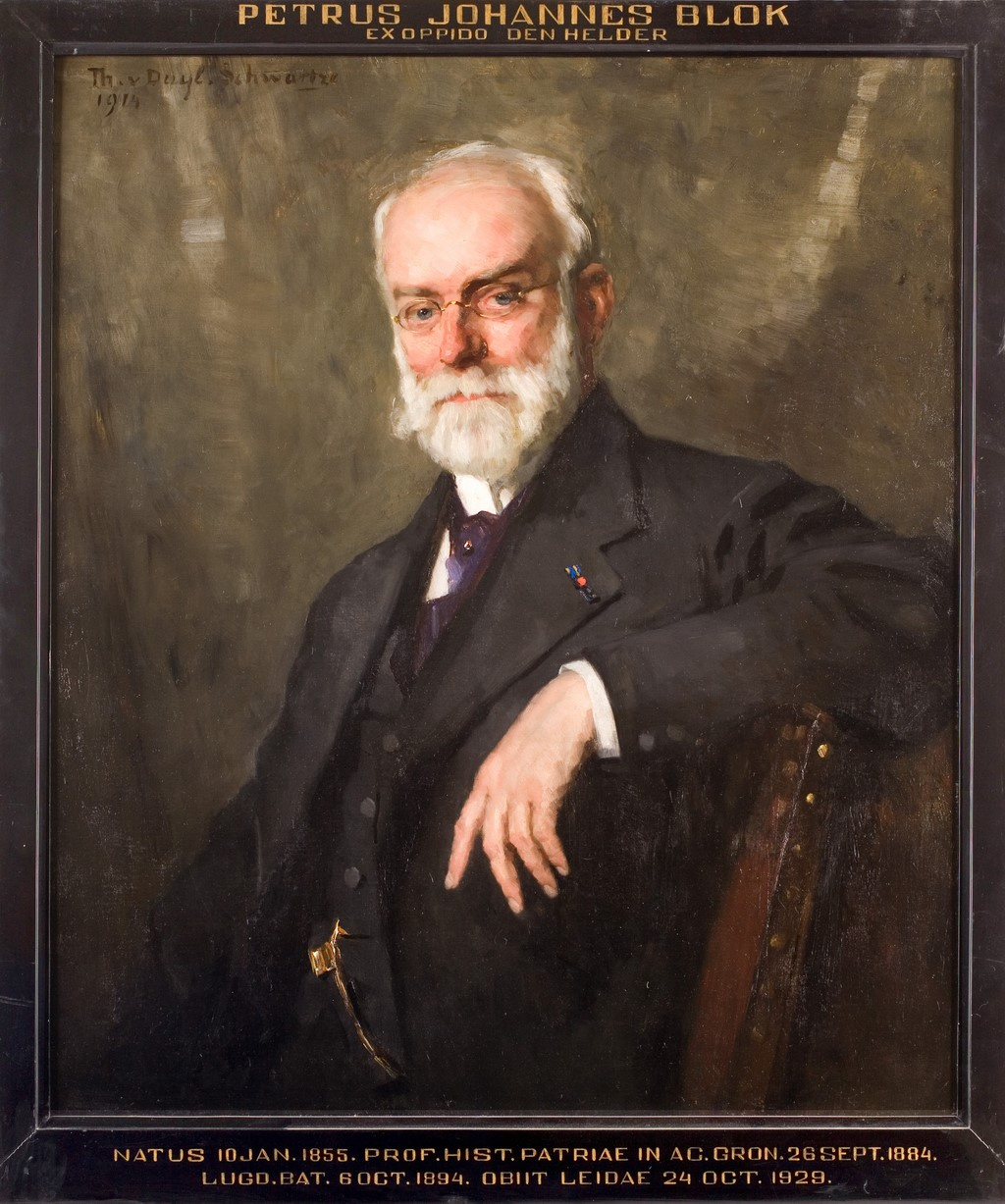
P.J. Blok
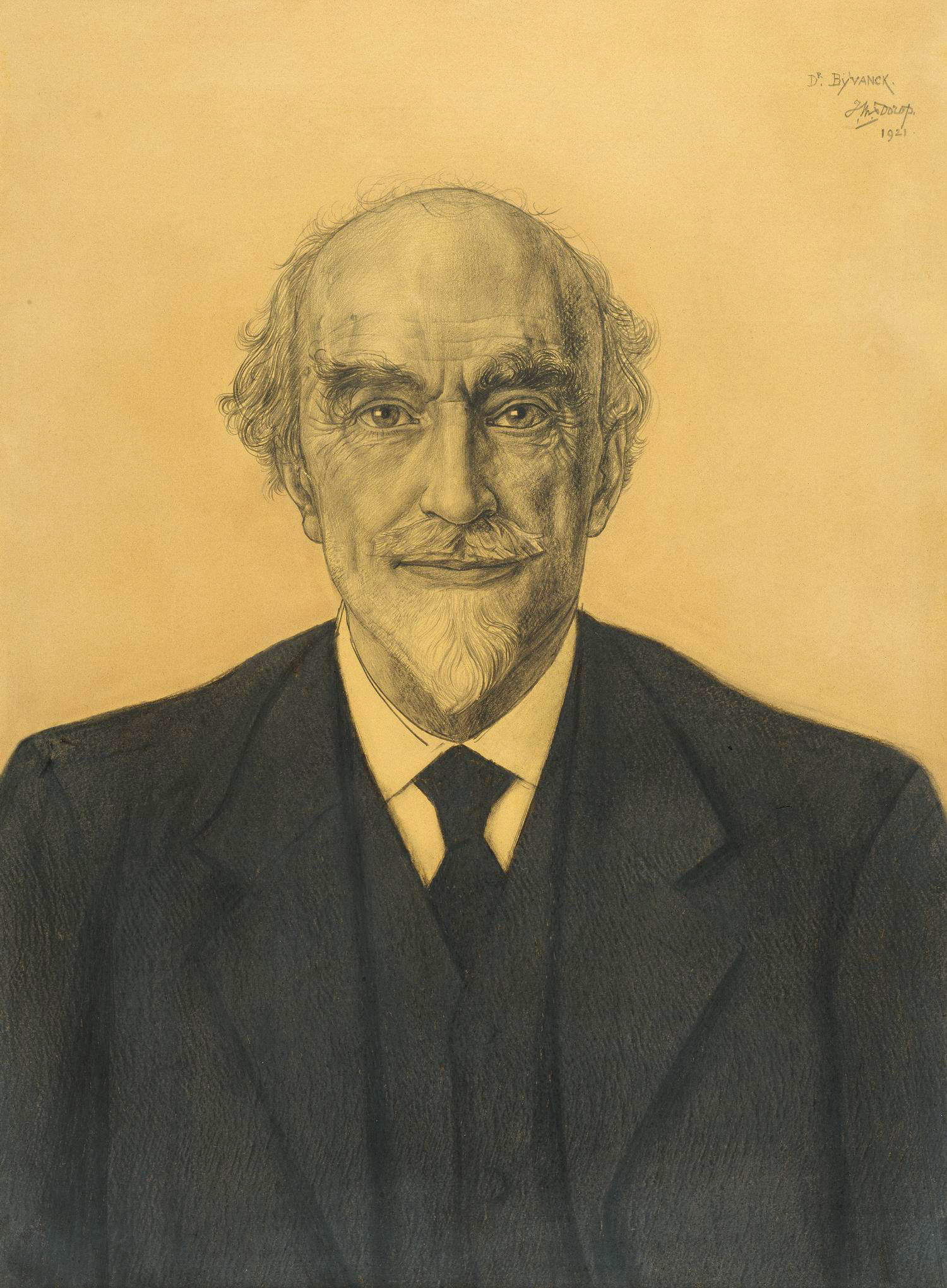
Willem Byvanck (portret door Jan Toorop)
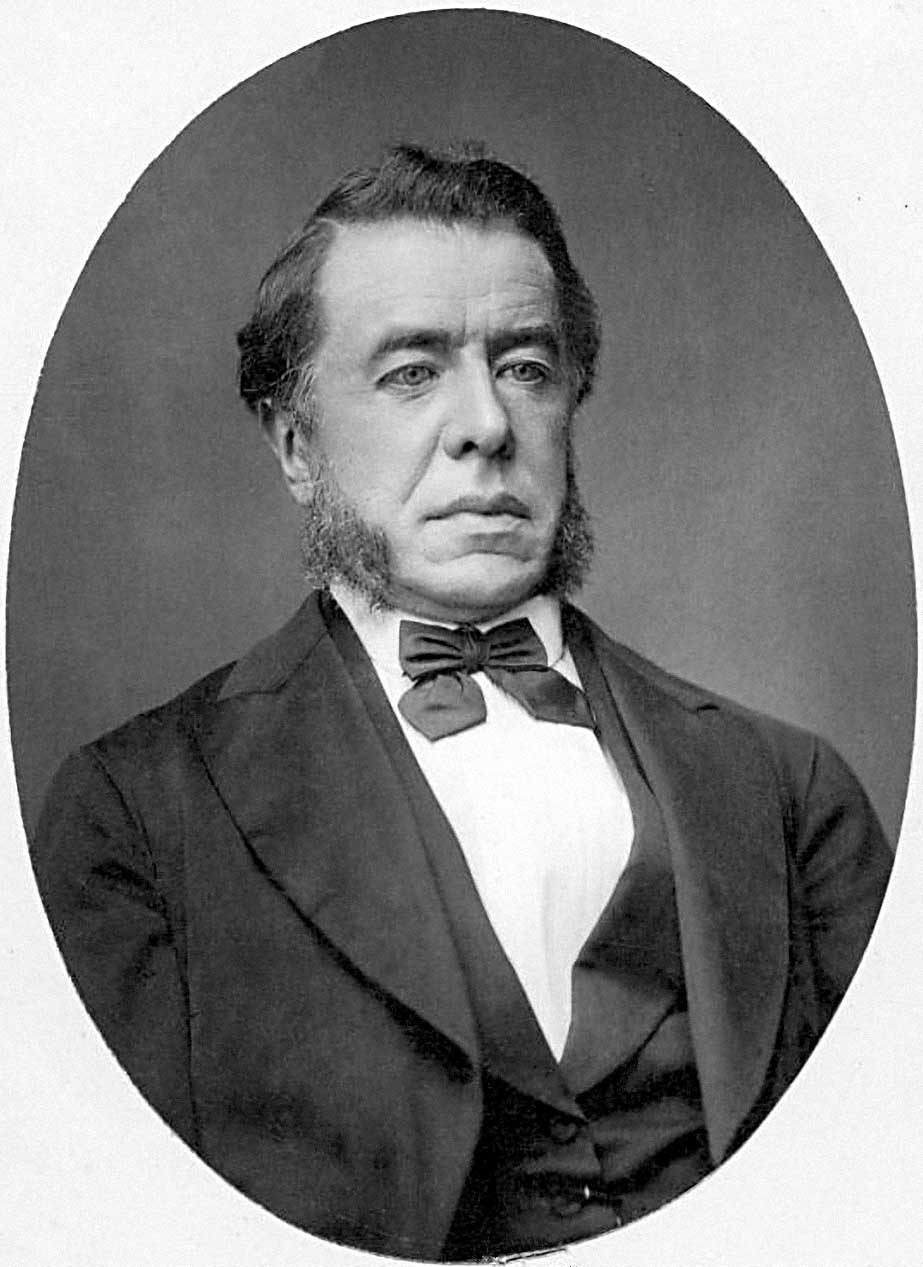
Robert Fruin
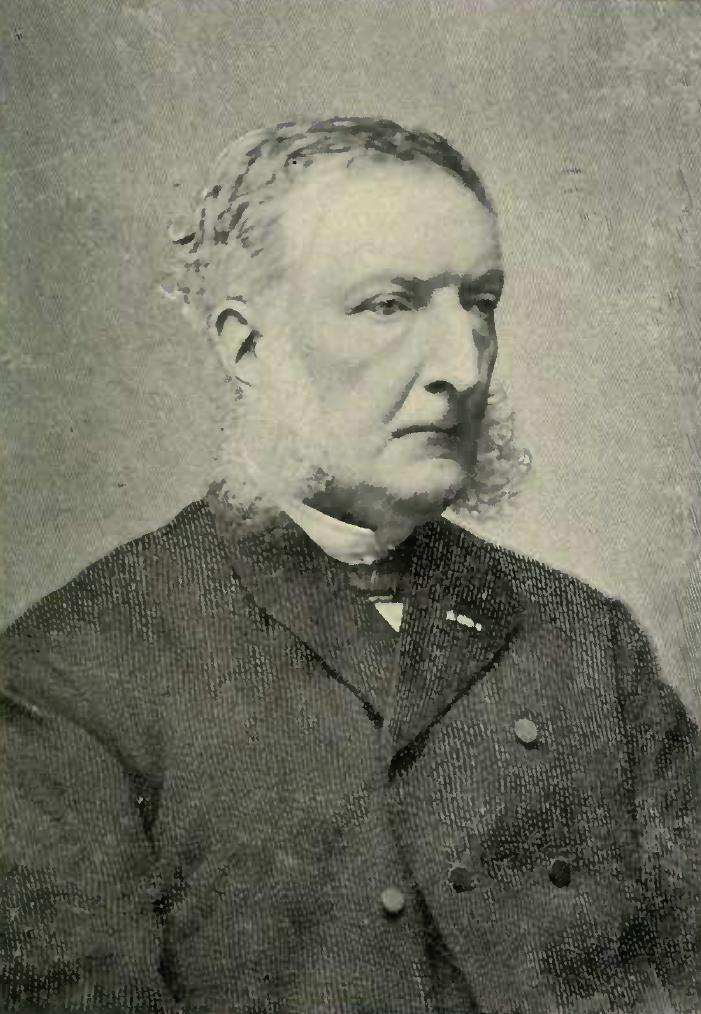
Abraham Kuenen
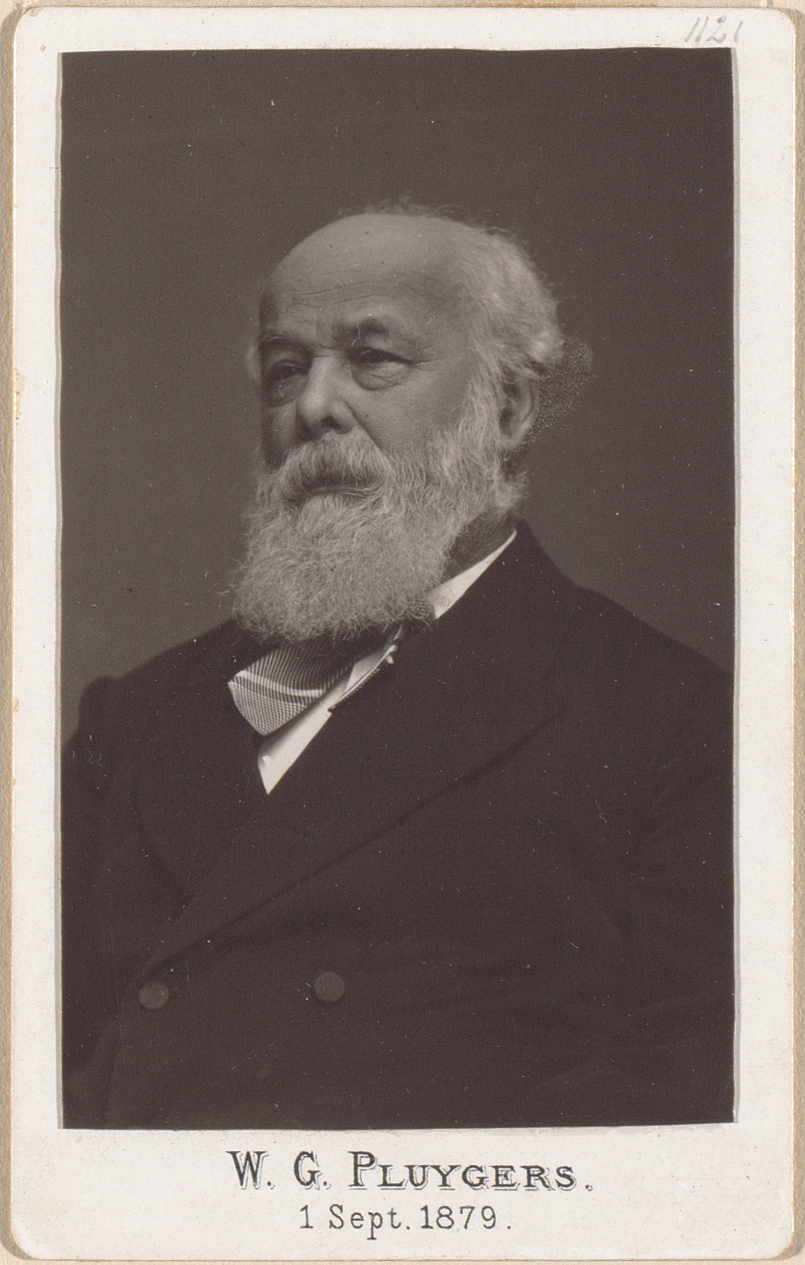
Willem Pluygers
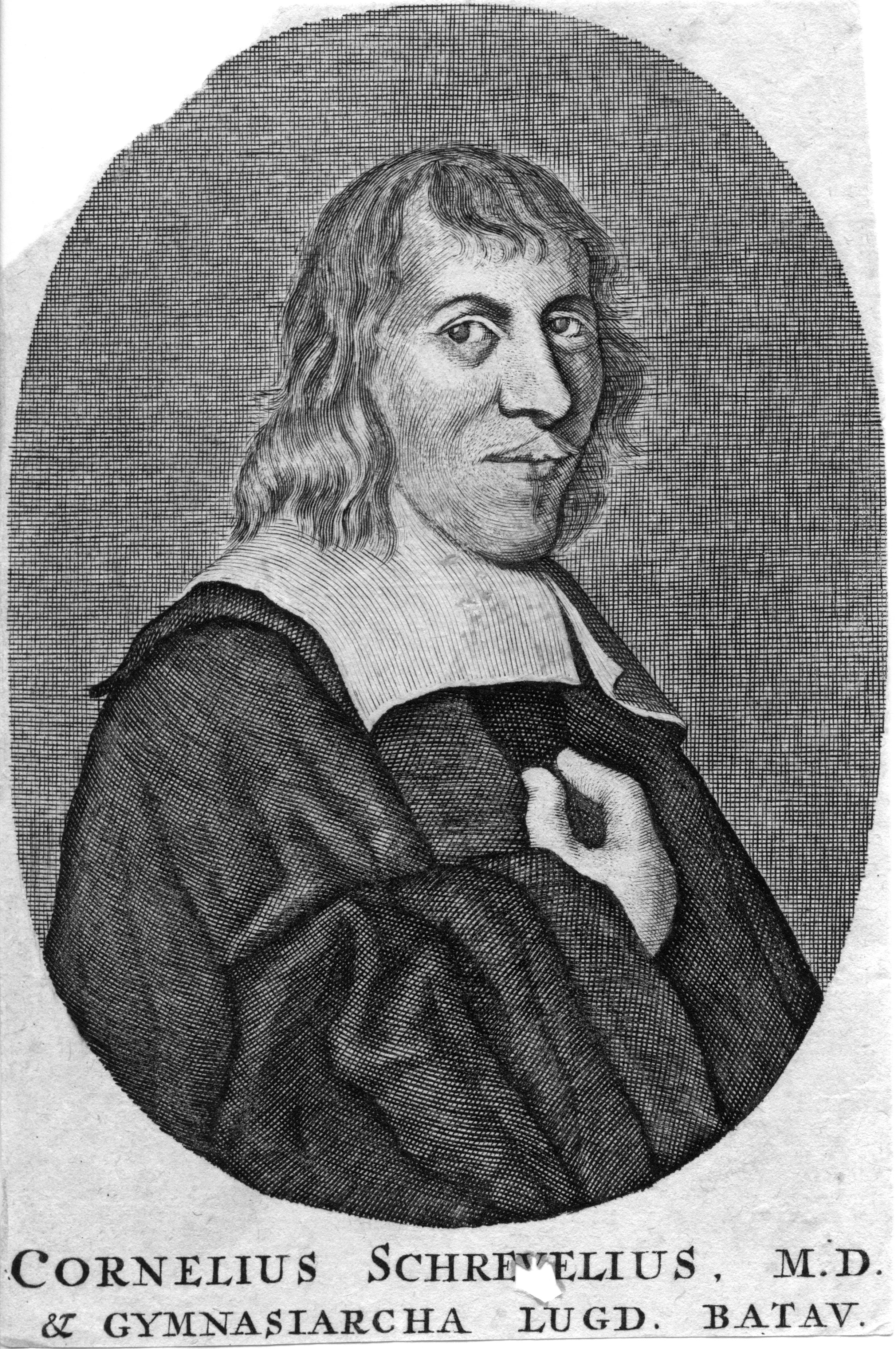
Cornelius Schrevelius
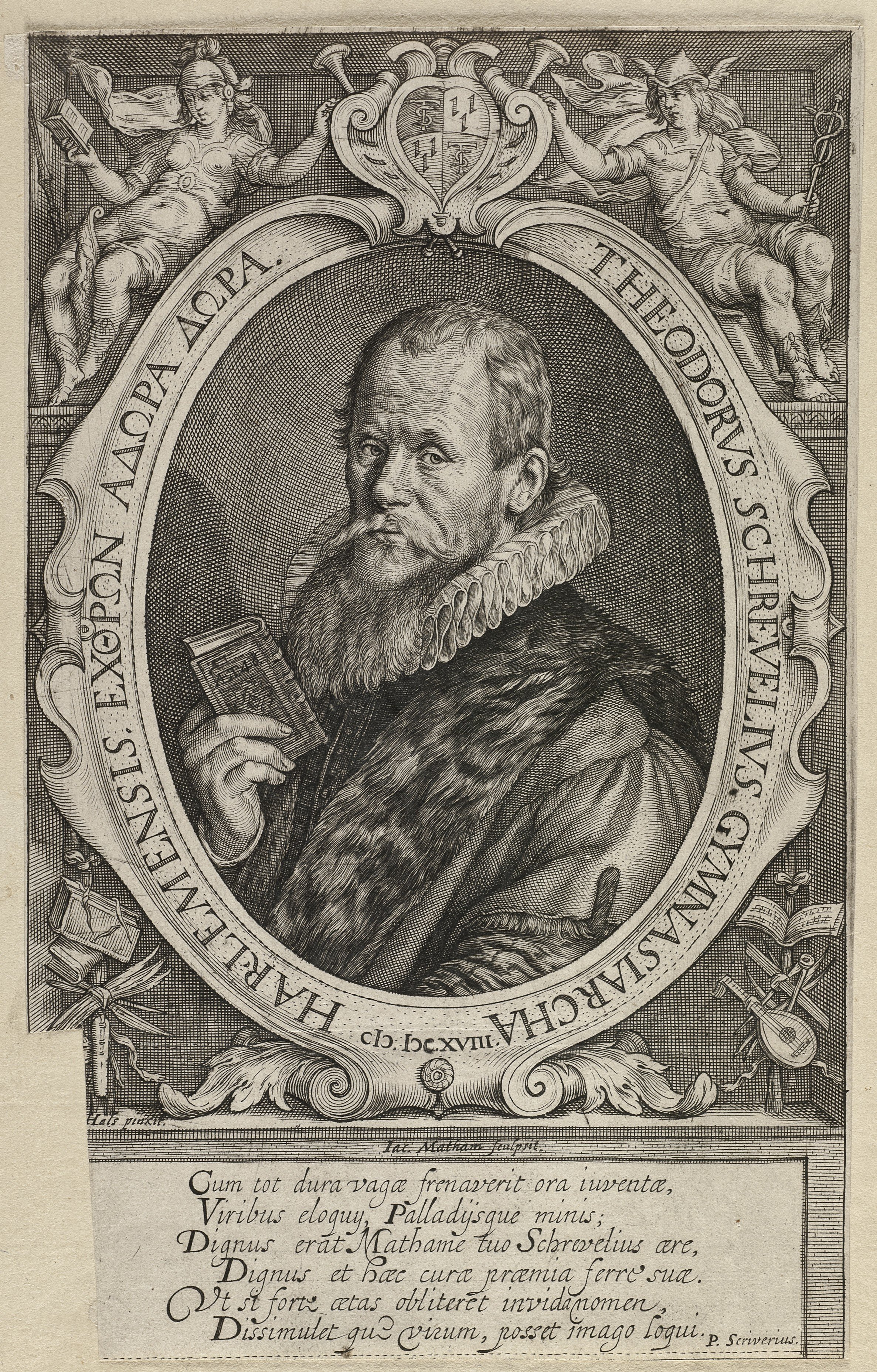
Theodorus Schrevelius
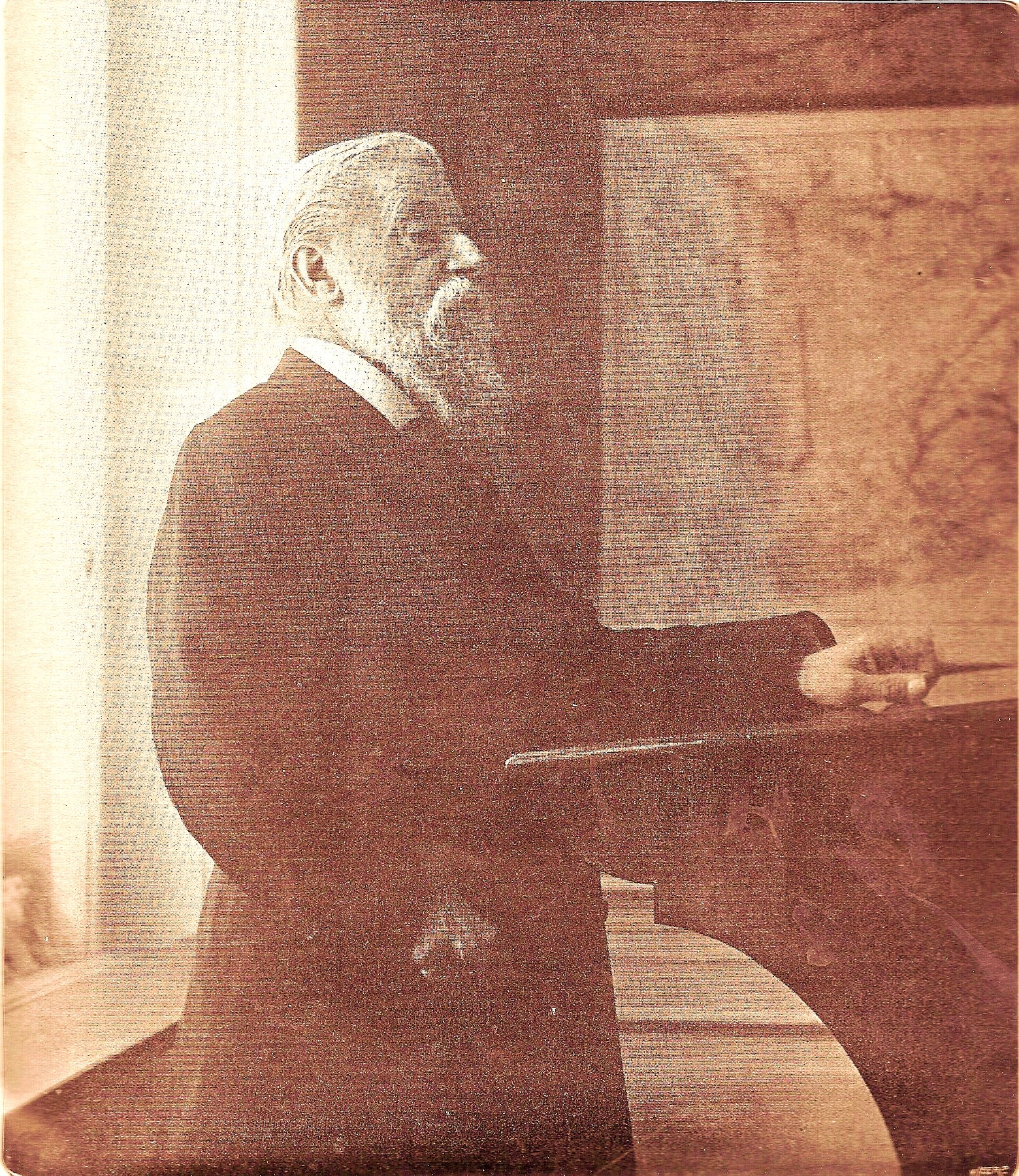
Jacob Verdam
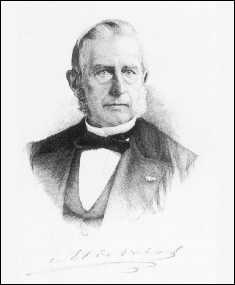
Matthias de Vries

## Bekende oud-leerlingen
- Iefke van Belkum, waterpolospeelster (leerling 1998-2003)
- Johan Frans van Bemmelen, bioloog (diploma 1875)
- Carel van den Berg, schaker en schrijver (leerling rond 1940)
- Stef Blok, politicus, VVD-fractievoorzitter in de Tweede Kamer, minister (diploma 1983)
- Niels Blokker, hoogleraar internationaal publiekrecht (leerling 1970-1977)
- Onno Blom, literair recensent en freelance journalist (diploma 1988)
- J.T. Bodel Nijenhuis, directeur uitgeverij Luchtmans (inschrijving 1809)
- Herman Boerhaave, arts, anatoom, botanicus en scheikundige (bezocht van ± 1682 tot 1685 de Latijnse school in Leiden)
- Eduard Bomhoff, econoom, LPF-politicus, minister van Volksgezondheid, Welzijn en Sport in het kabinet Balkenende 1 (diploma's β 1962 en α 1963)
- Diederik Boomsma, Tweede Kamerlid
- Abel Bormans, journalist (diploma 2012)
- Armin van Buuren, trance-dj (diploma 1995)
- Herman Coster, Hollandercorps in Zuid-Afrika (diploma 1885)
- Elsemieke Daalder, hoogleraar rechtsgeschiedenis (leerling 1999-2005)
- Linda Dubbeldeman, fotomodel (brugklas 1976)
- Rudolf van Eecke, entomoloog (diploma 1907)
- Tatjana Ehrenfest, wiskundige (diploma 1922)
- Gijs van Engelen, historicus (diploma 2014)
- Rudolf Escher, componist en muziektheoreticus (leerling 1925-28)
- Erik Falkenburg, profvoetballer (diploma 2006)
- Cees Fasseur, historicus en jurist (diploma 1957)
- Rachid Finge, radionieuwslezer
- Joachimus Pieter Fockema Andreae, jurist, burgemeester van Utrecht en commissaris van de Koningin in Groningen (diploma 1898)
- Antoine Franchimont, hoogleraar chemie (inschrijving 1856)
- Biaina Geragousian, schaakster (diploma 2006)
- Biurakn Hakhverdian, waterpolospeelster (diploma 2003)
- Johannes Petrus Hasebroek, schrijver, dichter, predikant (inschrijving 1824)
- Gerrit Jan van Heuven Goedhart, eerste hoge commissaris voor de Vluchtelingen van de VN, (leerling dec.1917 - mei 1919)
- Theo van Hoytema, kunstenaar (inschrijving 1877)
- Matthijs Huizing, VVD-politicus, (leerling 1972-1975)
- Alexander Italianer, EU-ambtenaar (inschrijving 1968)
- Lotte Jensen, hoogleraar literatuur- en cultuurgeschiedenis (diploma 1990)
- Jan Willem de Jong, indoloog (diploma 1939)
- Janneke Jonkman, schrijfster, (diploma 1997)
- Patrick de Josselin de Jong, hoogleraar culturele antropologie (diploma 1940)
- G.H.A. Juynboll, arabist, (diploma 1954)
- Els Kloek, historica en schrijfster (diploma 1971)
- Egbert Koops, hoogleraar rechtsgeschiedenis (leerling 1990-1996)
- Benk Korthals, VVD-politicus, minister van Justitie en Defensie (diploma 1962)
- Aad Kosto, PvdA-politicus, staatssecretaris van Justitie (diploma 1957)
- Hugo Krabbe, hoogleraar rechten (diploma 1874)
- D.J. Kuenen, hoogleraar milieubiologie, rector Rijksuniversiteit Leiden (diploma 1930)
- Abraham Kuyper, politicus (diploma 1855)
- Gerard Laman, wiskundige en grafentheoreticus (diploma 1942)
- Diderik van Leyden Gael, laatste ambachtsheer van Vlaardingen, burgemeester van Leiden (diploma ca. 1788)
- Fay Lovsky, muzikante (leerling 1967-1970)
- Frederik Muller Jzn, hoogleraar, samensteller woordenboeken Latijn en Grieks (diploma 1901)
- Jochem Myjer, cabaretier (diploma 1995)
- Frits van Oostrom, hoogleraar literatuurwetenschap, voorzitter Koninklijke Nederlandse Akademie van Wetenschappen (diploma 1971)
- Willem van Oranje-Nassau (1840-1879), kroonprins van Nederland
- Thomas Bastiaan Pleyte, jurist, minister, ambassadeur (diploma 1886)
- Anton Ploeg, sociaal antropoloog (leerling 1945-1948)
- Kirtie Ramdas, programmamaakster en presentatrice (diploma 1998)
- Laurine van Riessen, schaatsster (diploma 2005)
- Ilana Rooderkerk, actrice en politica (diploma 2005)
- Rembrandt van Rijn, kunstschilder, (doorliep begin zeventiende eeuw de Latijnse school in Leiden)
- Gustaaf Schlegel, sinoloog, (inschrijving 1852)
- Frans Schokking, burgemeester van Den Haag (diploma 1929)
- Anne Schot, botanicus (diploma 1984)
- Hanna Sevenster, lid van de Raad van State (diploma 1980)
- Joost Sneller, D66-politicus (diploma 2000)
- Robert Sobels, acteur (inschrijving 1928)
- Max van der Stoel, PvdA-politicus, minister van Buitenlandse Zaken, Hoge Commissaris van de OVSE, minister van Staat (diploma 1942)
- Jan Valckenier Suringar, botanicus (diploma ± 1882)
- Albertus Willem Sijthoff, uitgever en oprichter van vele kranten, waaronder het Leidsch Dagblad (diploma ± 1848)
- Renske Taminiau, zangeres (diploma 1997)
- Corry Tendeloo, PvdA-politicus, lid Tweede Kamer (diploma 1916)
- Gijsbert Tersteeg, acteur (schooltijd rond 1920)
- Johannes Thysius, boekverzamelaar (schooltijd rond 1630)
- Maarten van Traa, PvdA-politicus (diploma 1962)
- Dunya Verwey, Dolle Mina (diploma 1966)
- Mea Verwey, schrijfster en uitgeefster (diploma 1912)
- Alwine de Vos van Steenwijk, "barones van de armen", eerste Nederlandse vrouwelijke ambassade-attaché (diploma 1938)
- George Willem Vreede, advocaat, rechtshistoricus en hoogleraar (diploma 1825)
- Jaap Vriend, theatermaker (diploma 1996)
- Scato Gocko de Vries, directeur van de Universiteitsbibliotheek Leiden (diploma 1878)
- Cees Waal, PvdA-politicus, burgemeester van onder meer Deventer (diploma 1962)
- Max van Weezel, journalist (diploma 1969)
- Arent Jan Wensinck, hoogleraar Hebreeuws en Arabisch (diploma 1901)
- Christiaan Weijts, schrijver (diploma 1994)
- Sophie van Winden, actrice (diploma 2001)
- Willem Dirk van Wijngaarden, egyptoloog (diploma rond 1900)
- Johannes Zaaijer, hoogleraar chirurgie (diploma 1894)
- Nynke de Zoeten, televisiejournalist (diploma 1988)

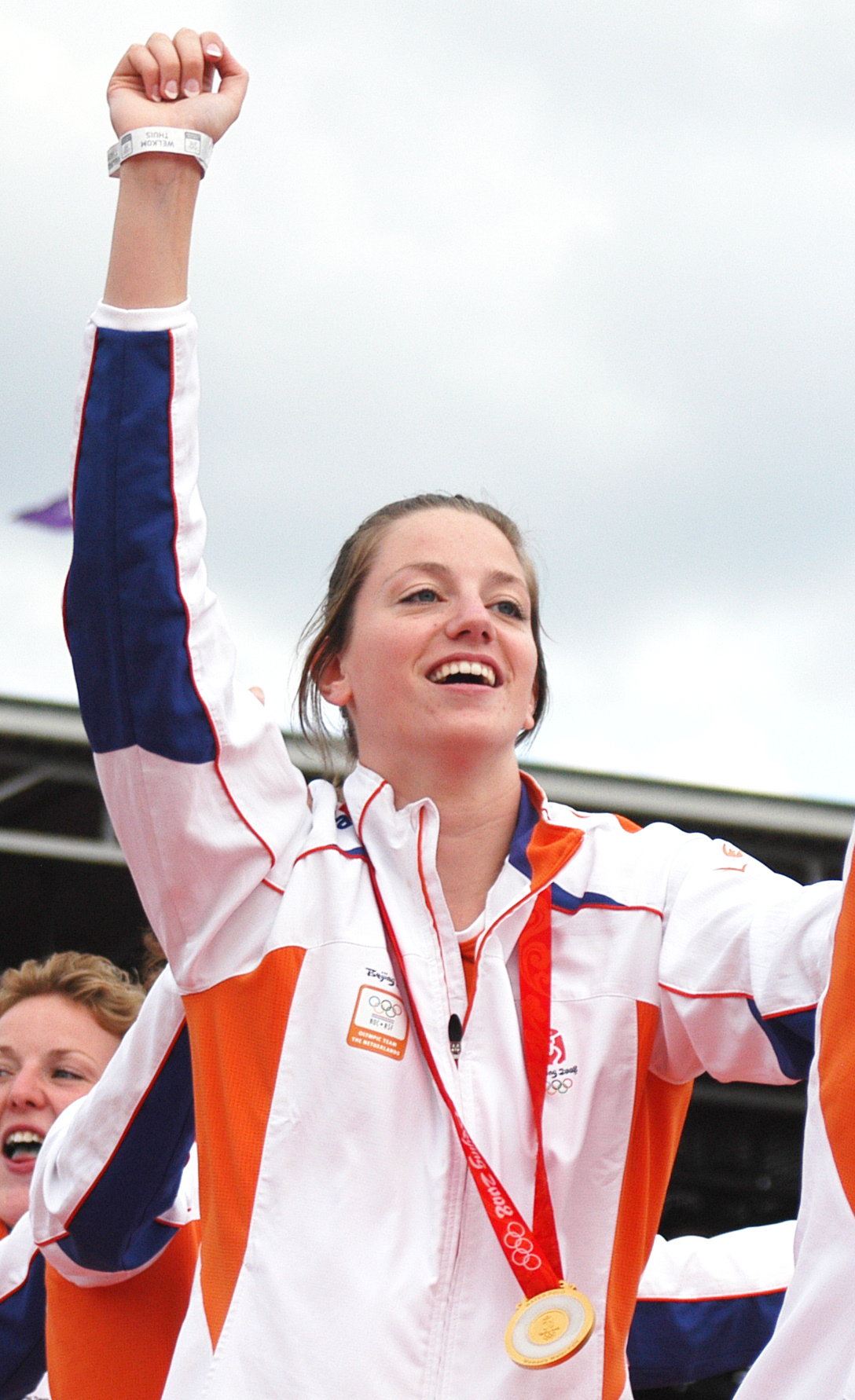
Iefke van Belkum
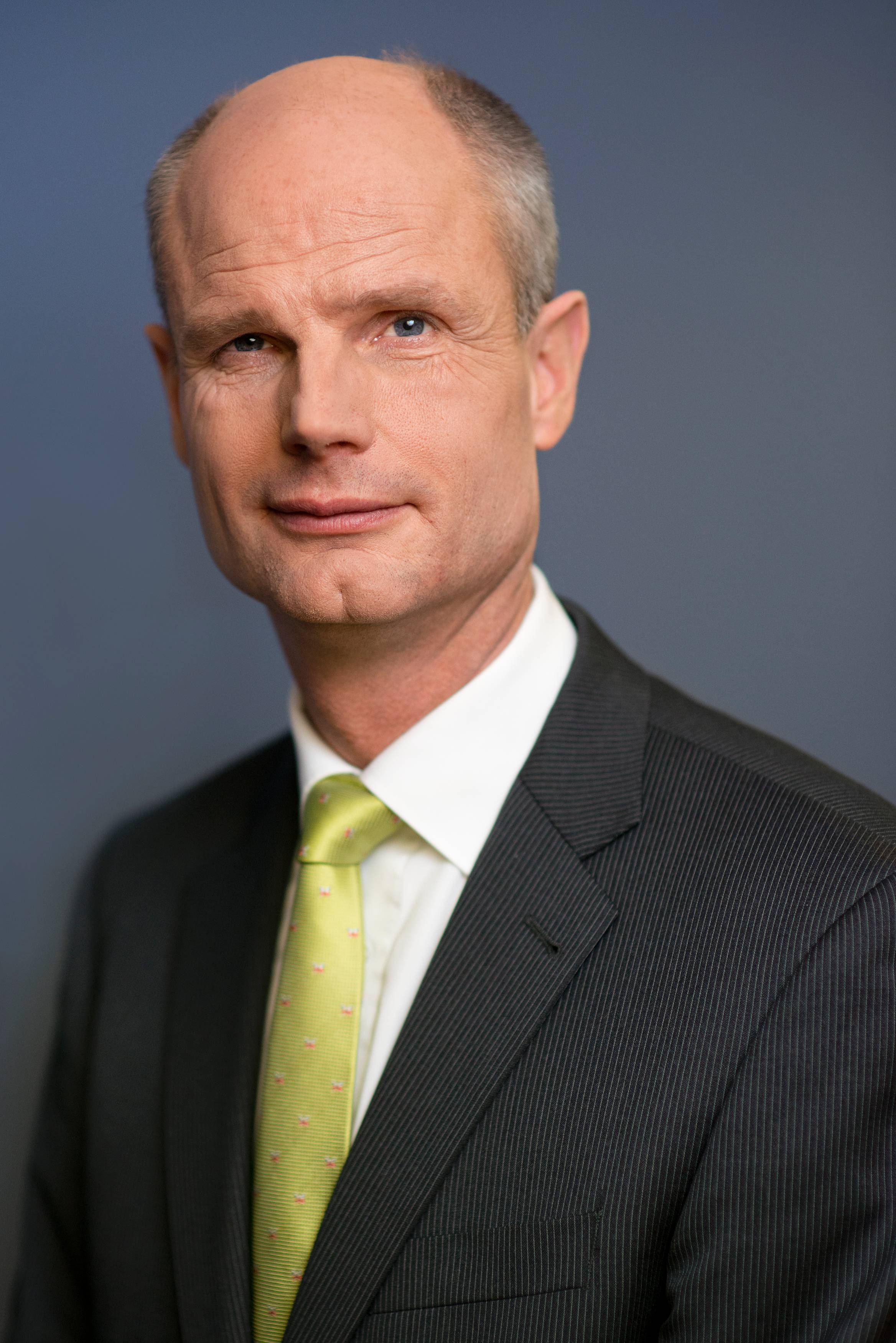
Stef Blok
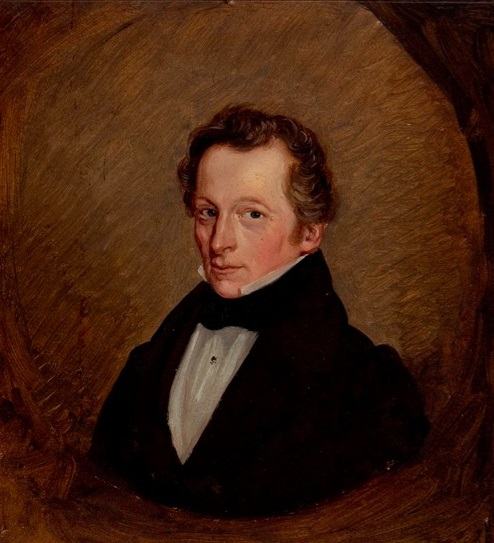
J.T. Bodel Nijenhuis
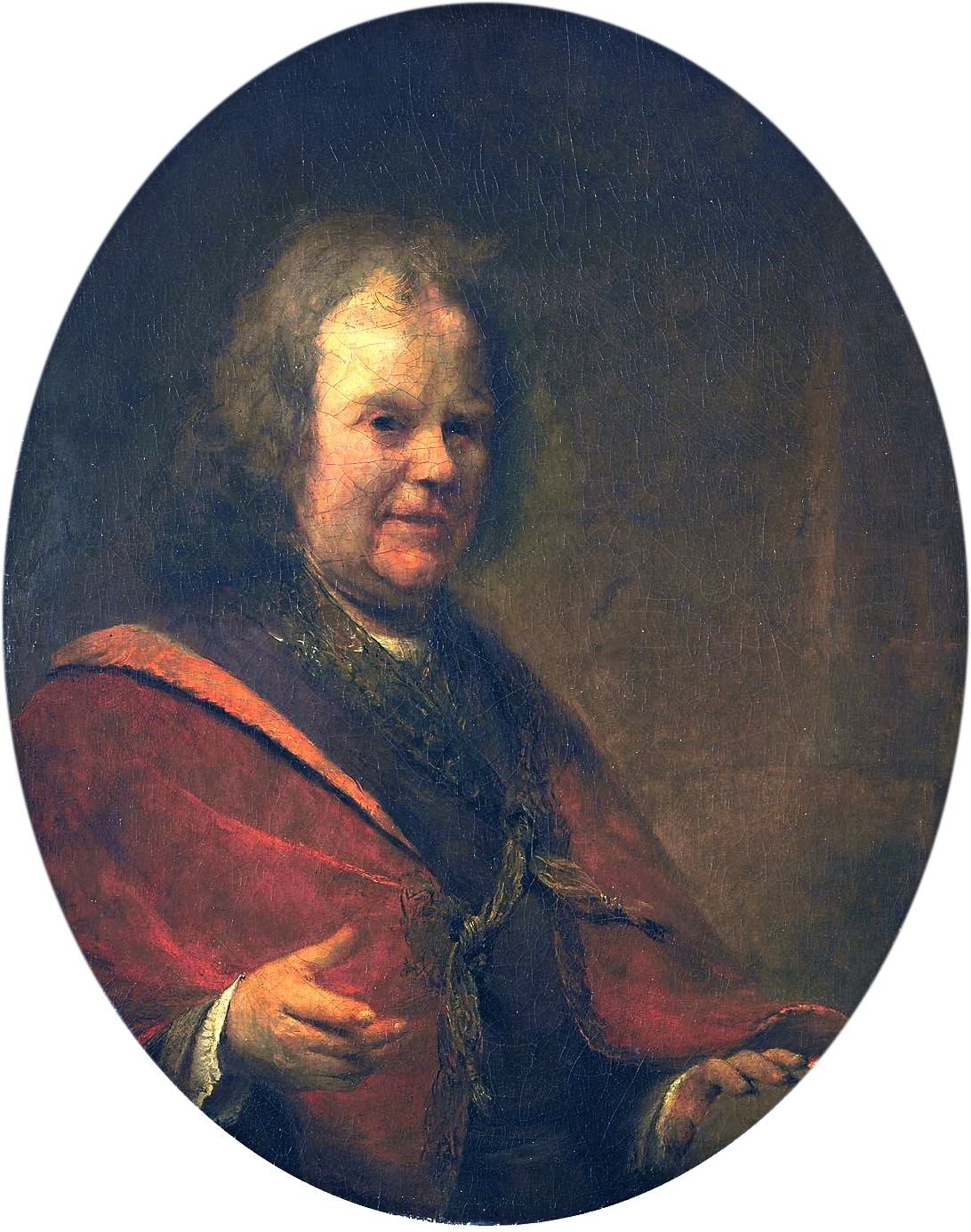
Herman Boerhaave
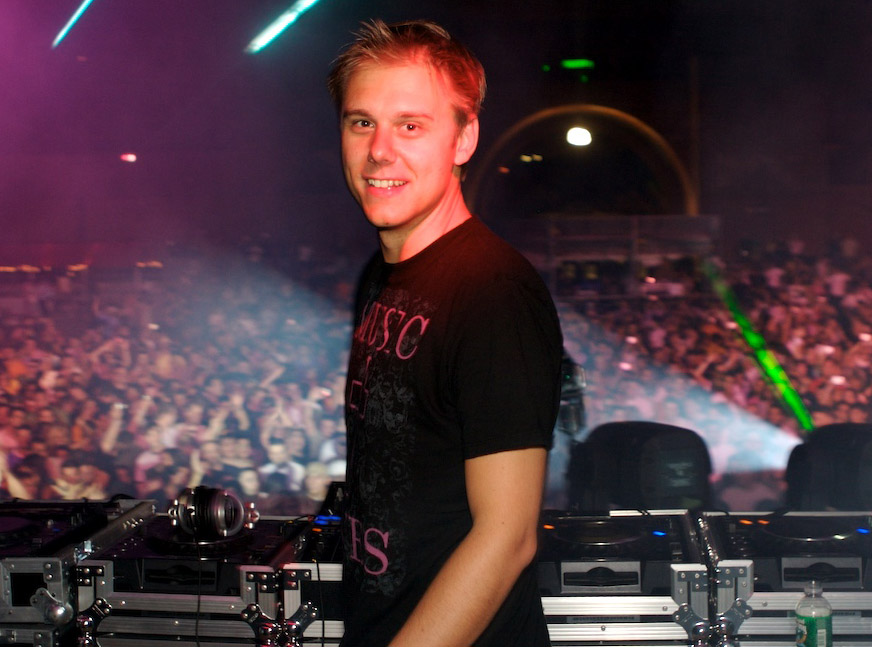
Armin van Buuren
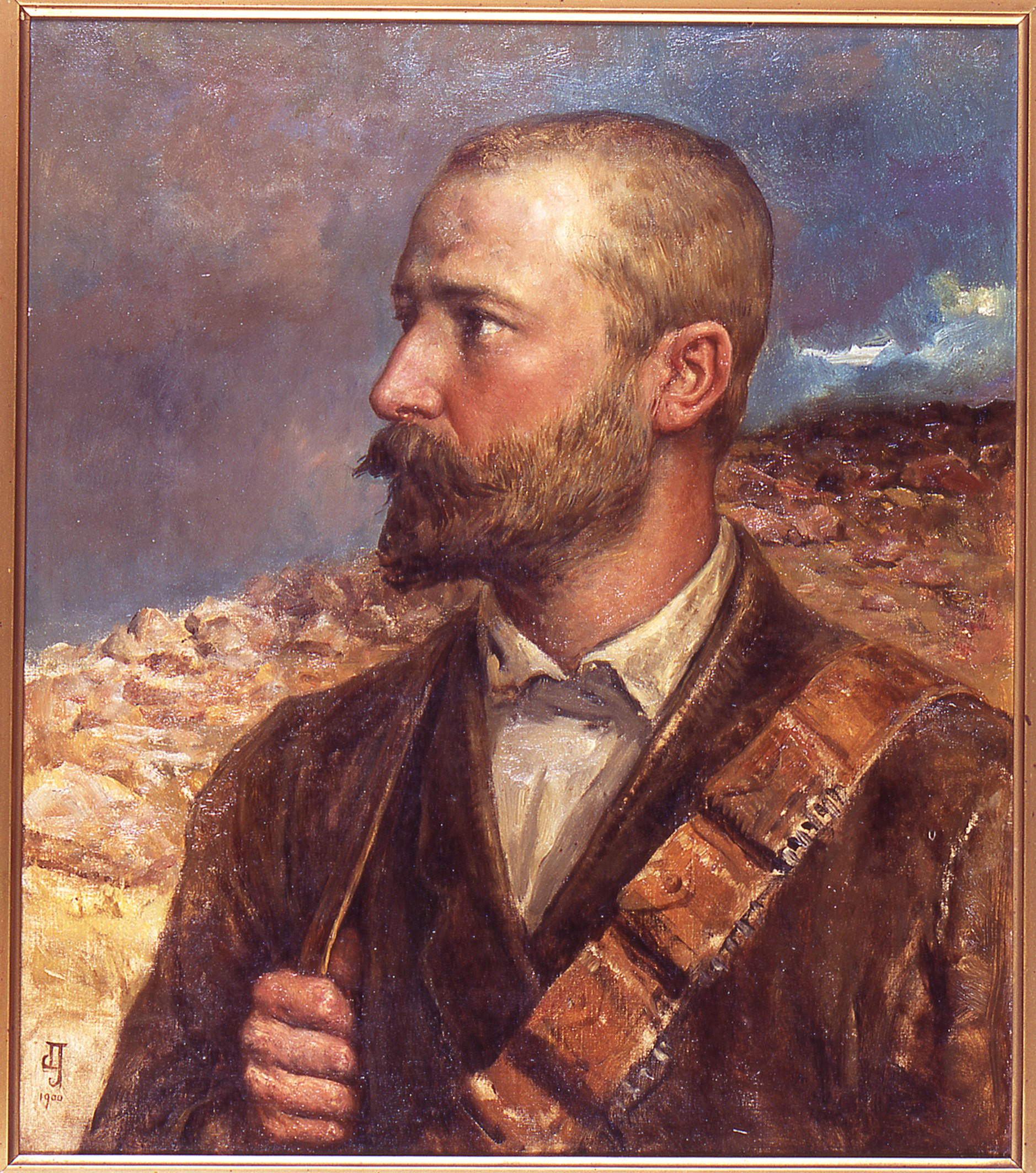
Herman Coster
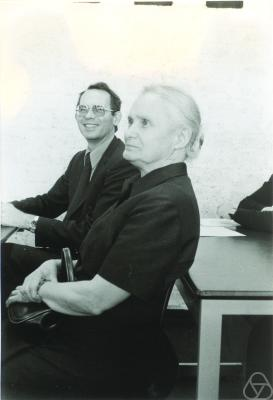
Tatjana Pavlovna Ehrenfest
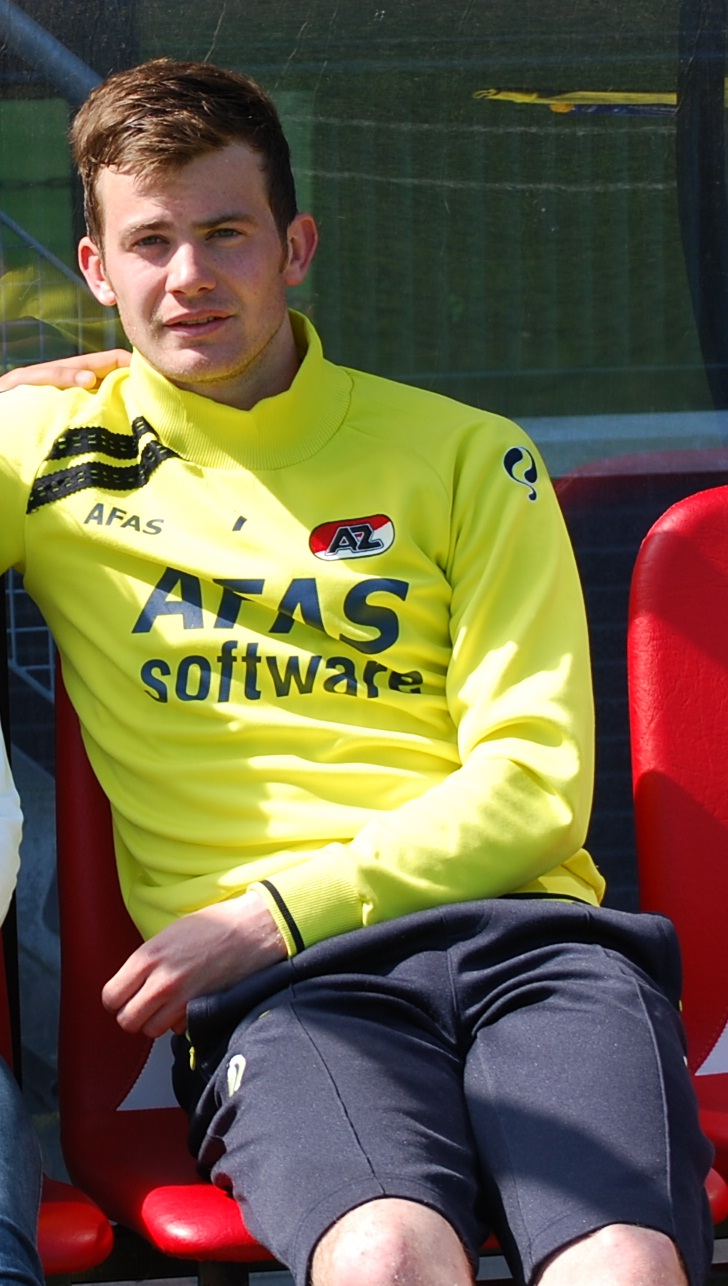
Erik Falkenburg
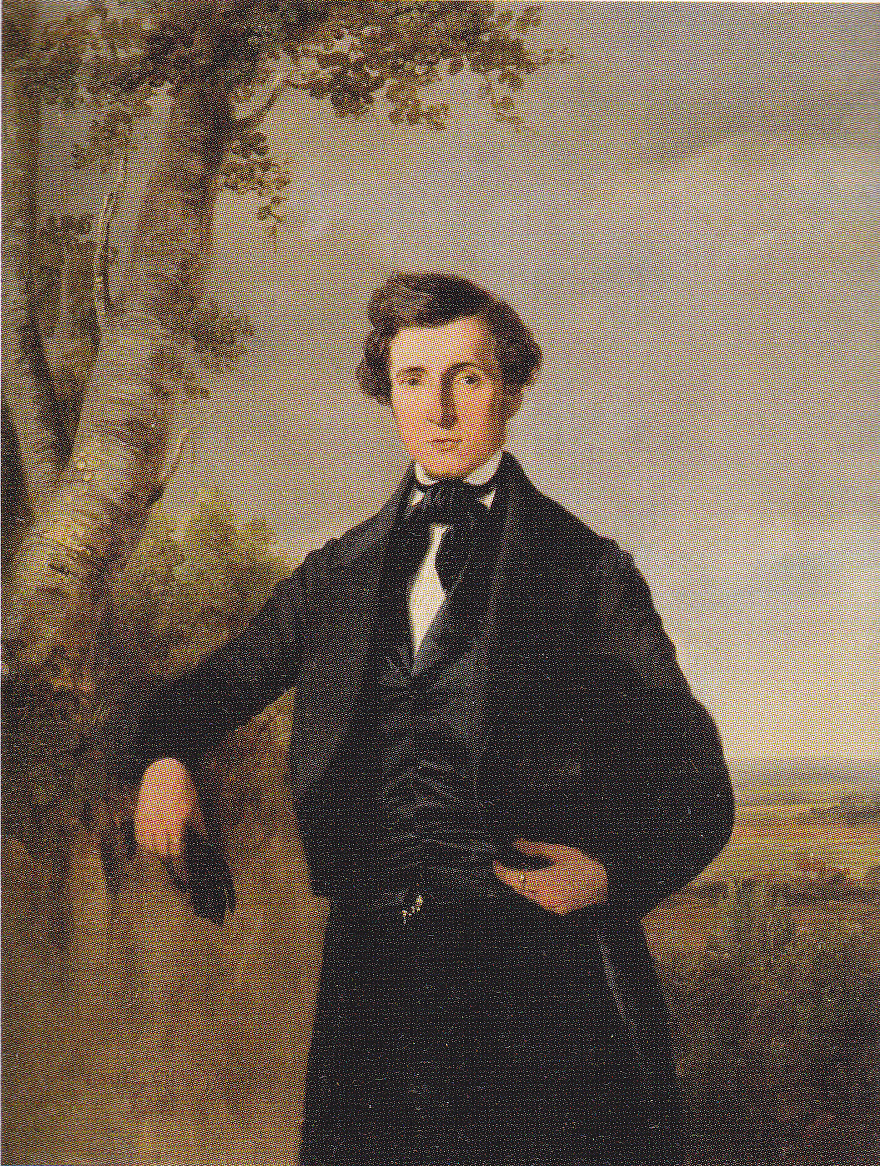
Johannes Petrus Hasebroek
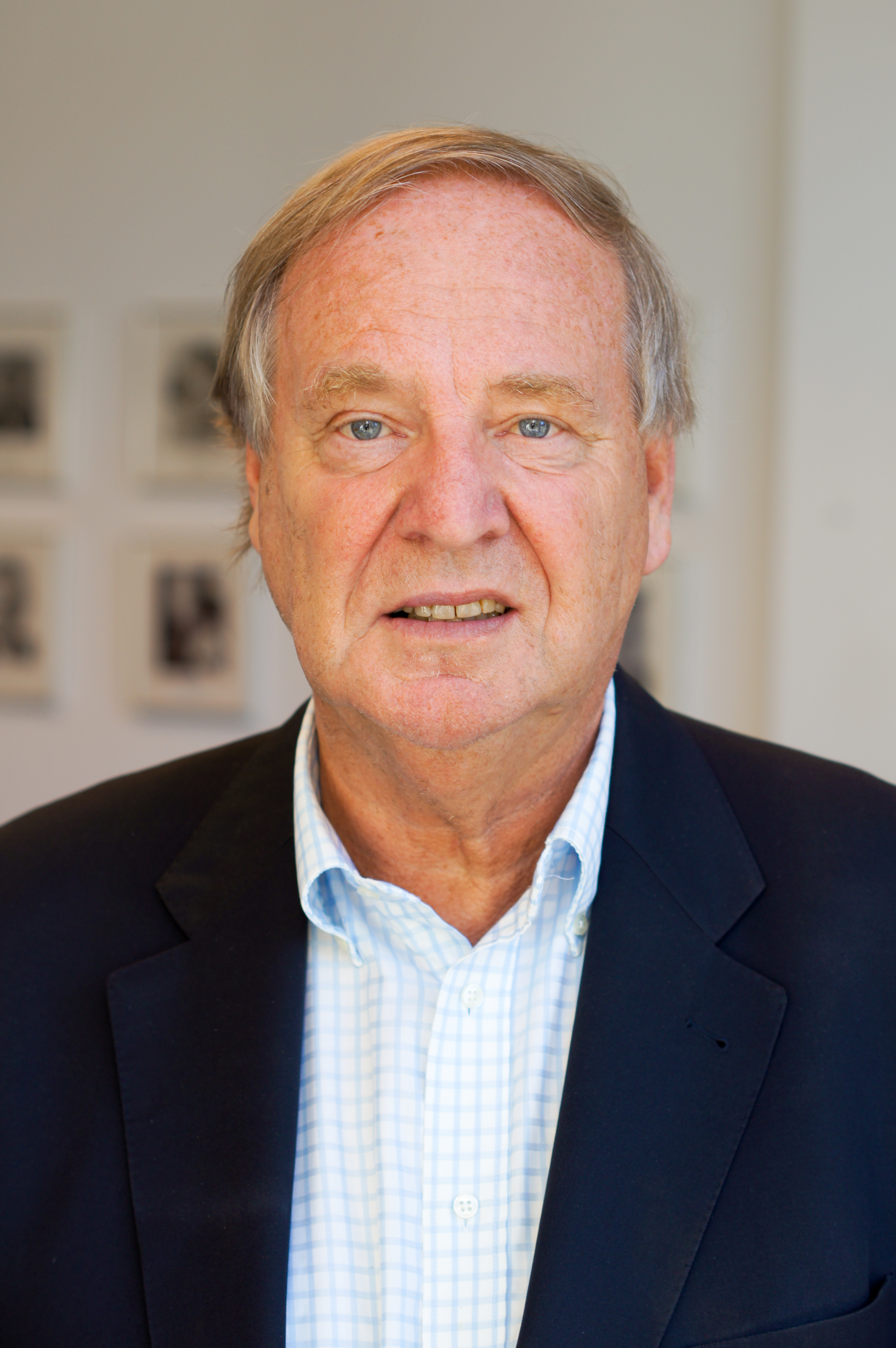
Benk Korthals
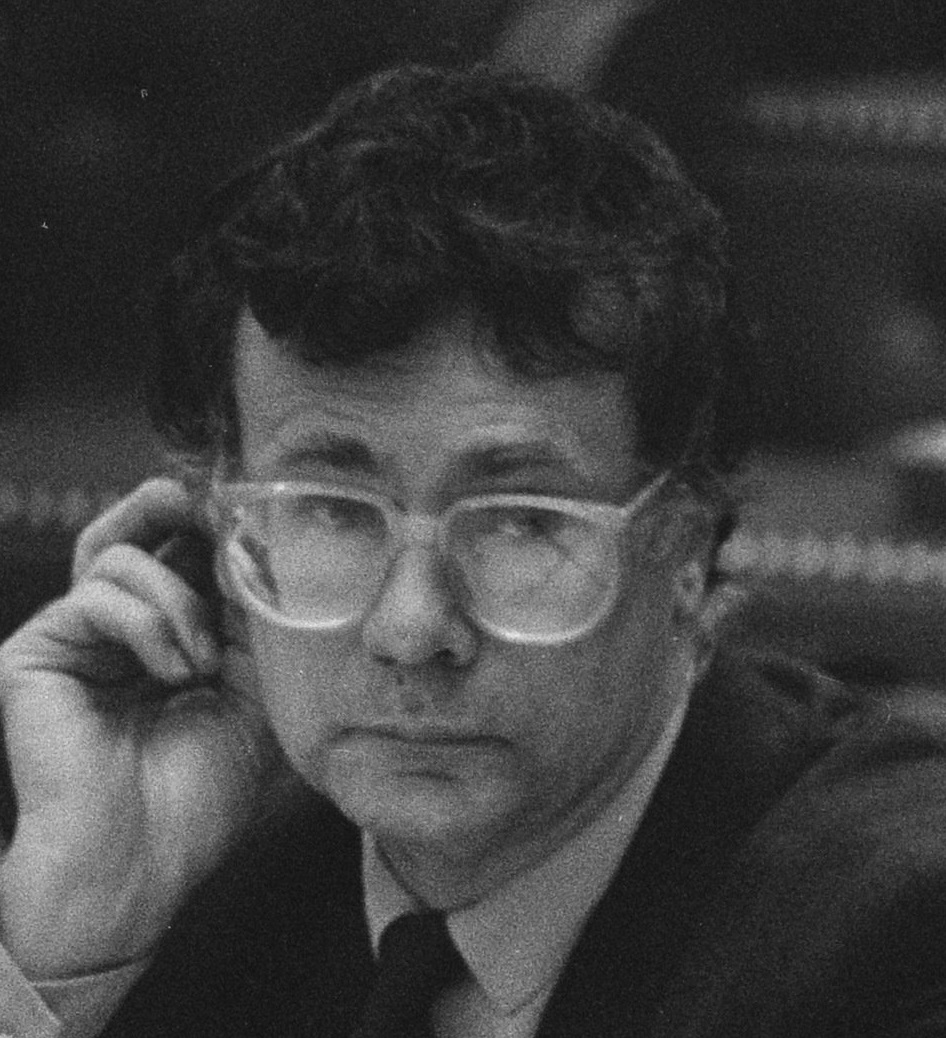
Aad Kosto
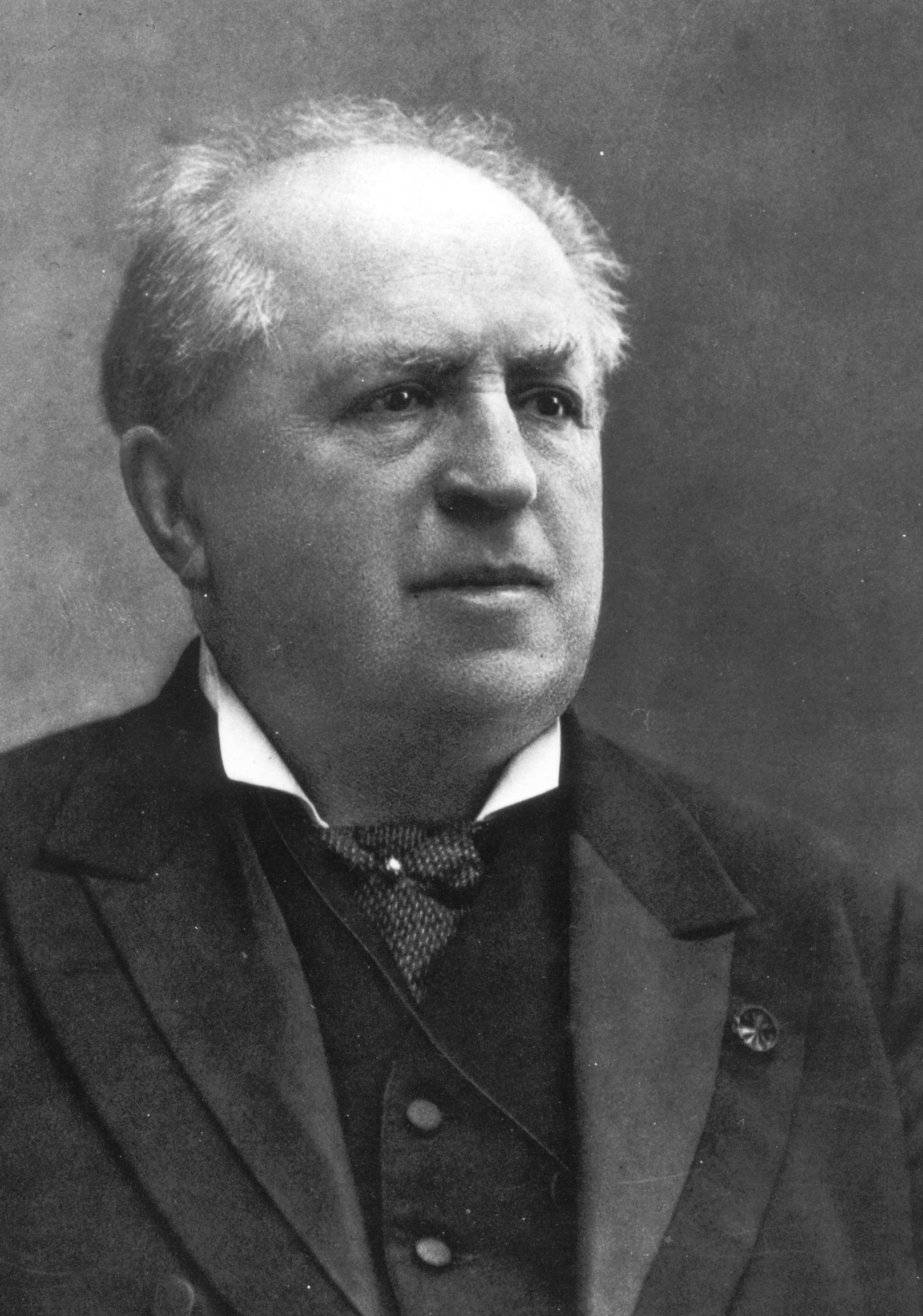
Abraham Kuyper
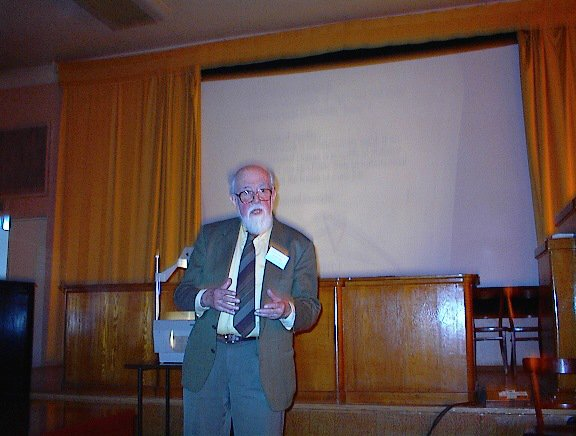
Gerard Laman
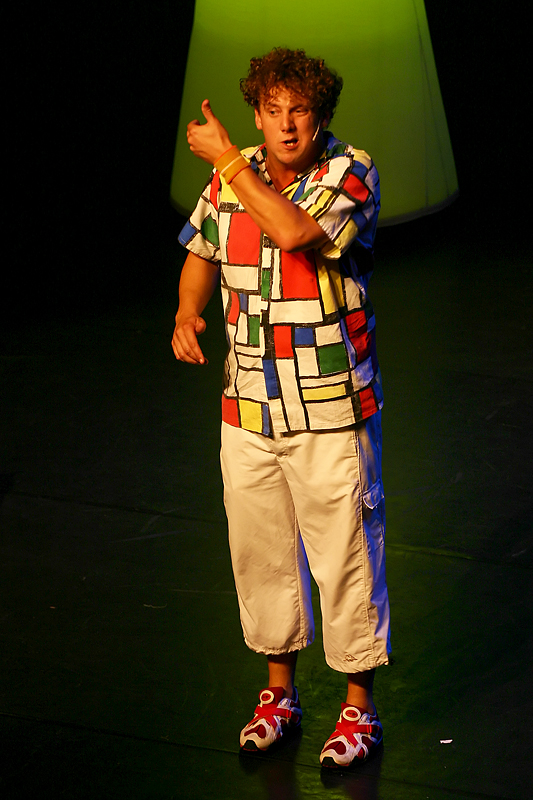
Jochem Myjer
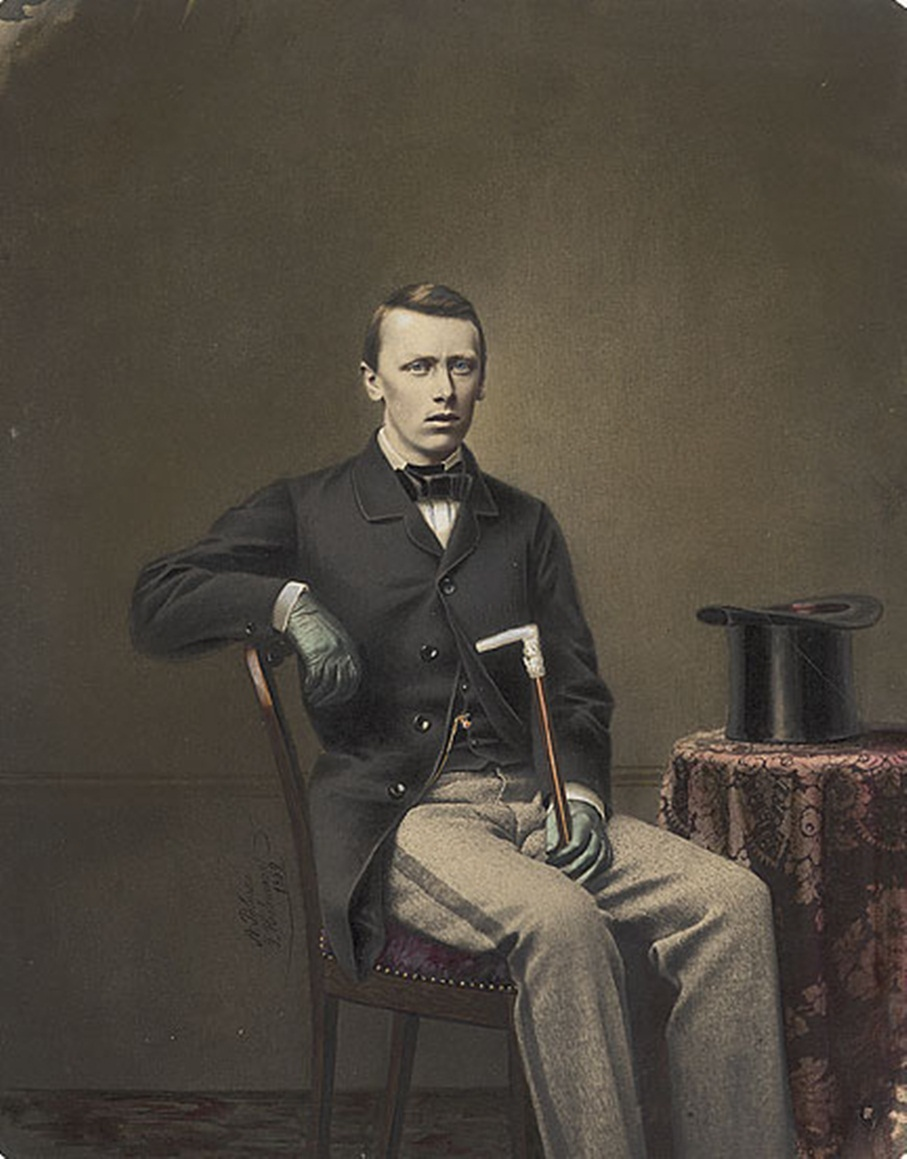
Willem van Oranje-Nassau (1840-1879)
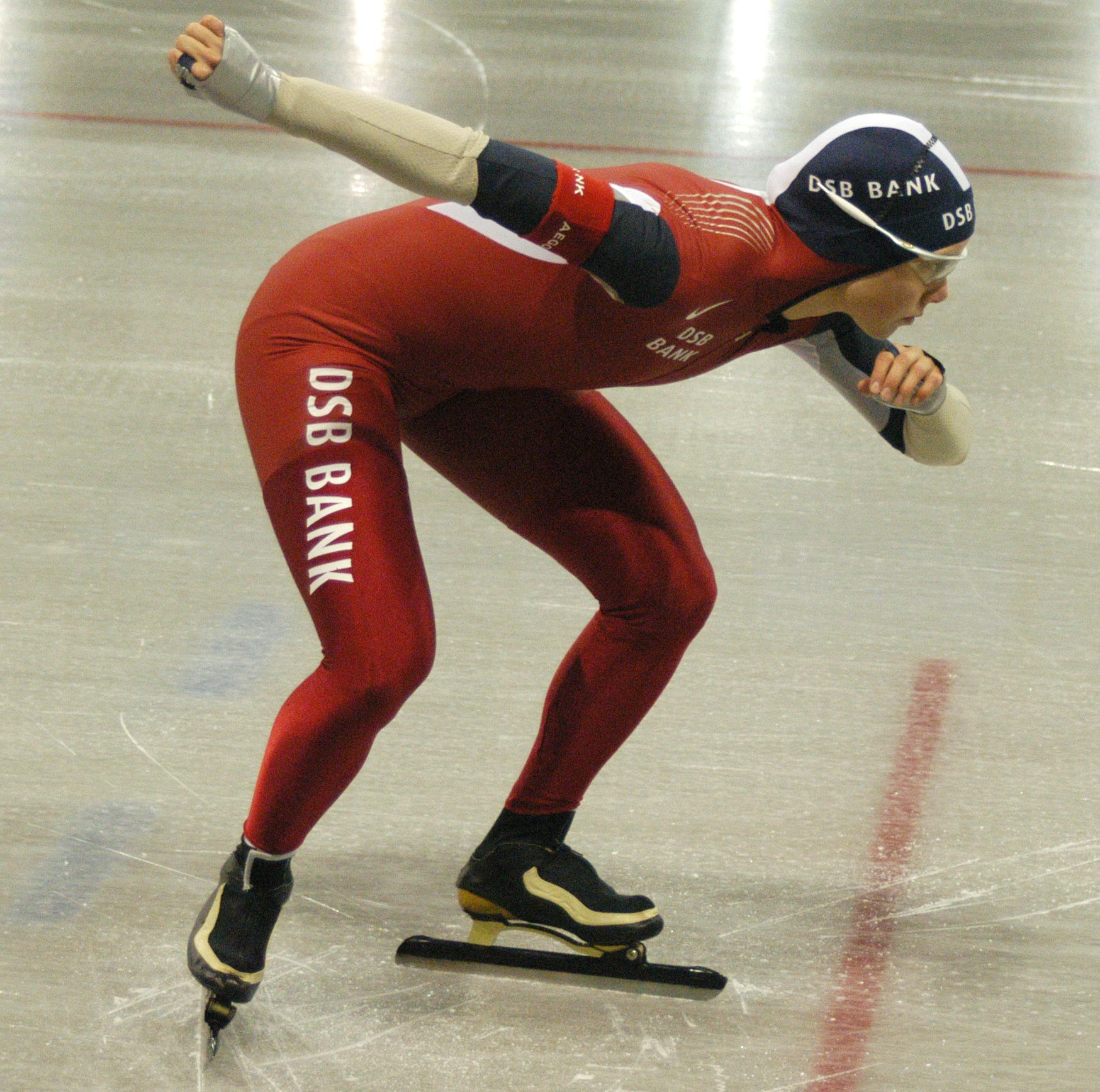
Laurine van Riessen
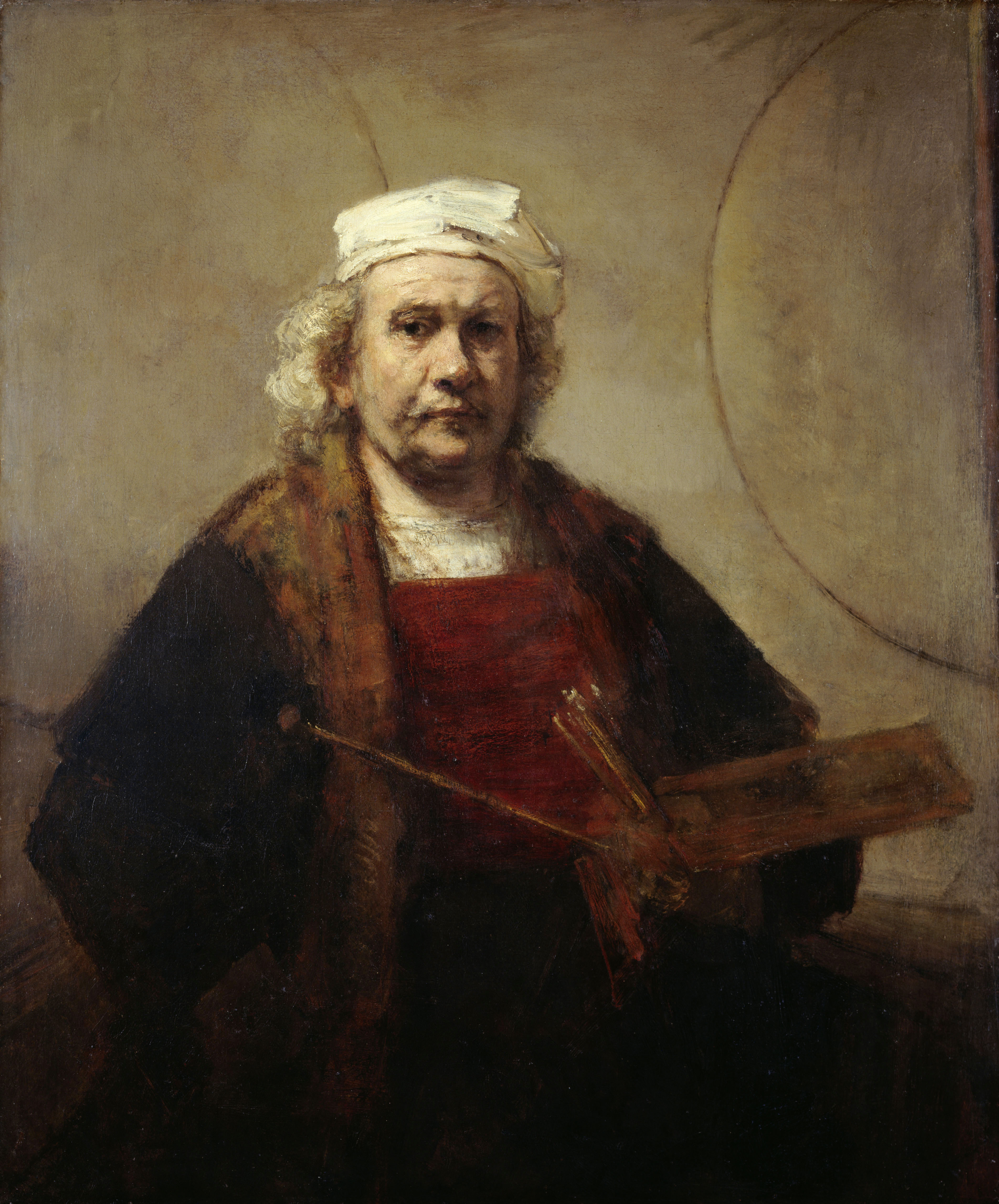
Rembrandt van Rijn
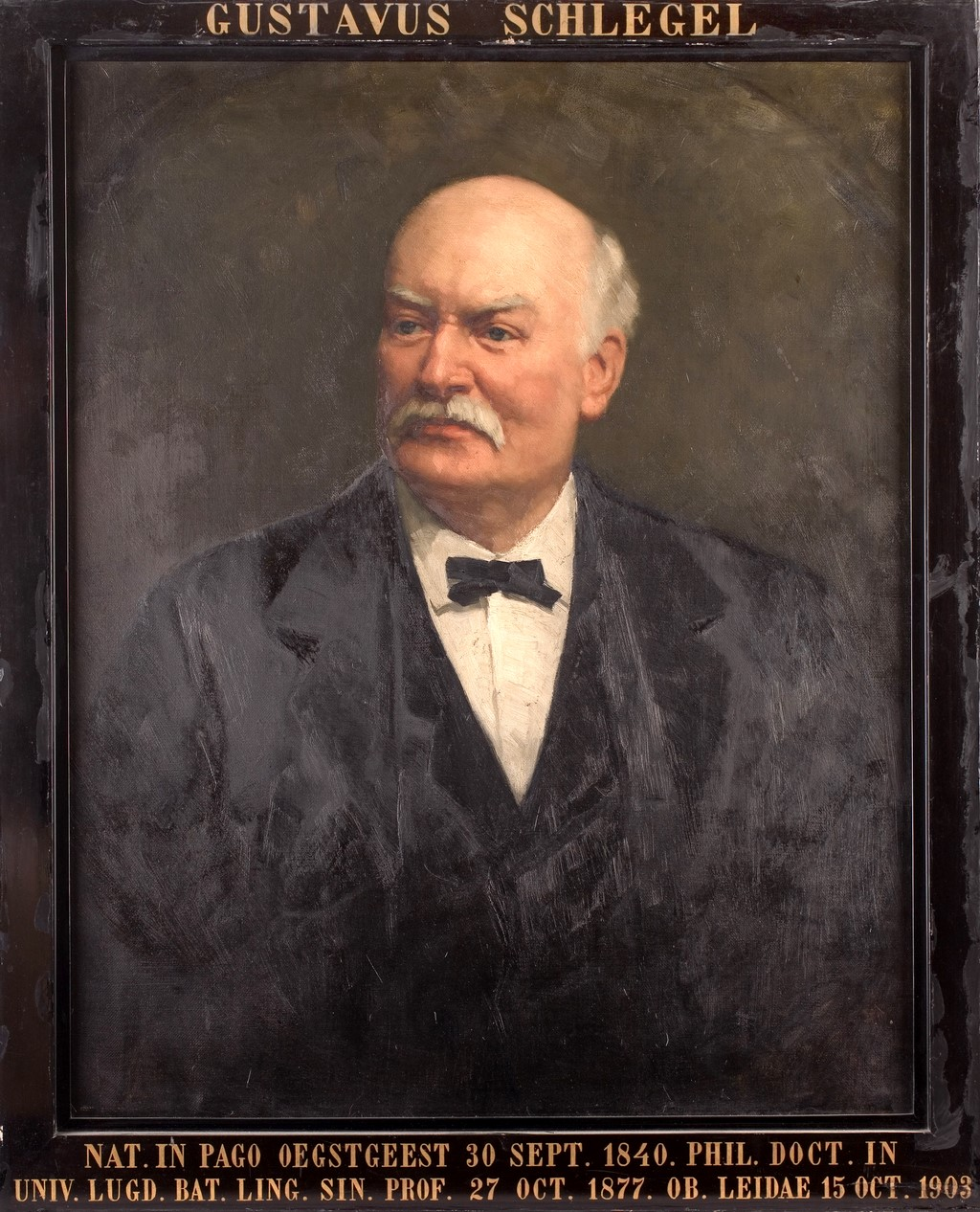
Gustaaf Schlegel
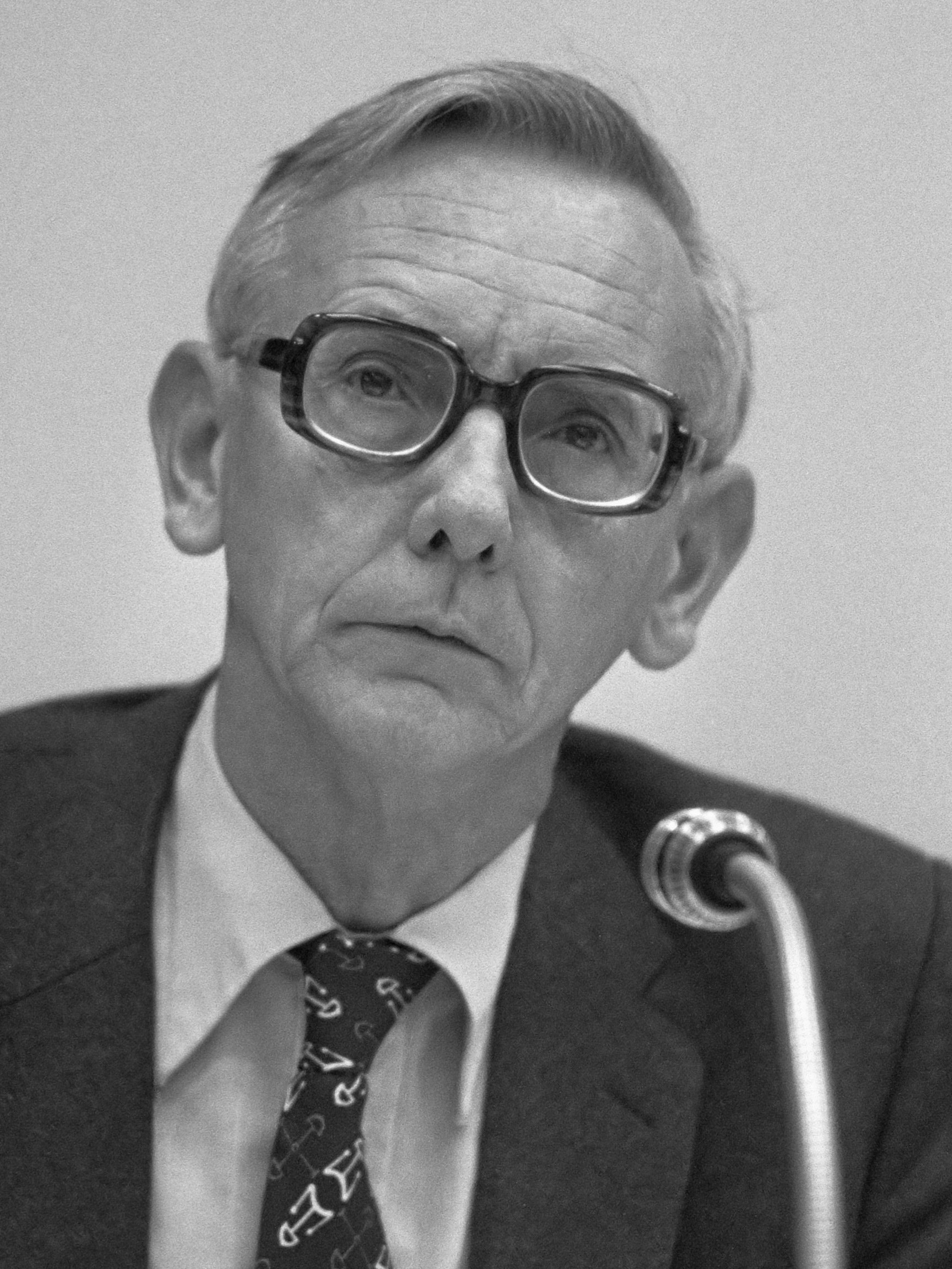
Max van der Stoel
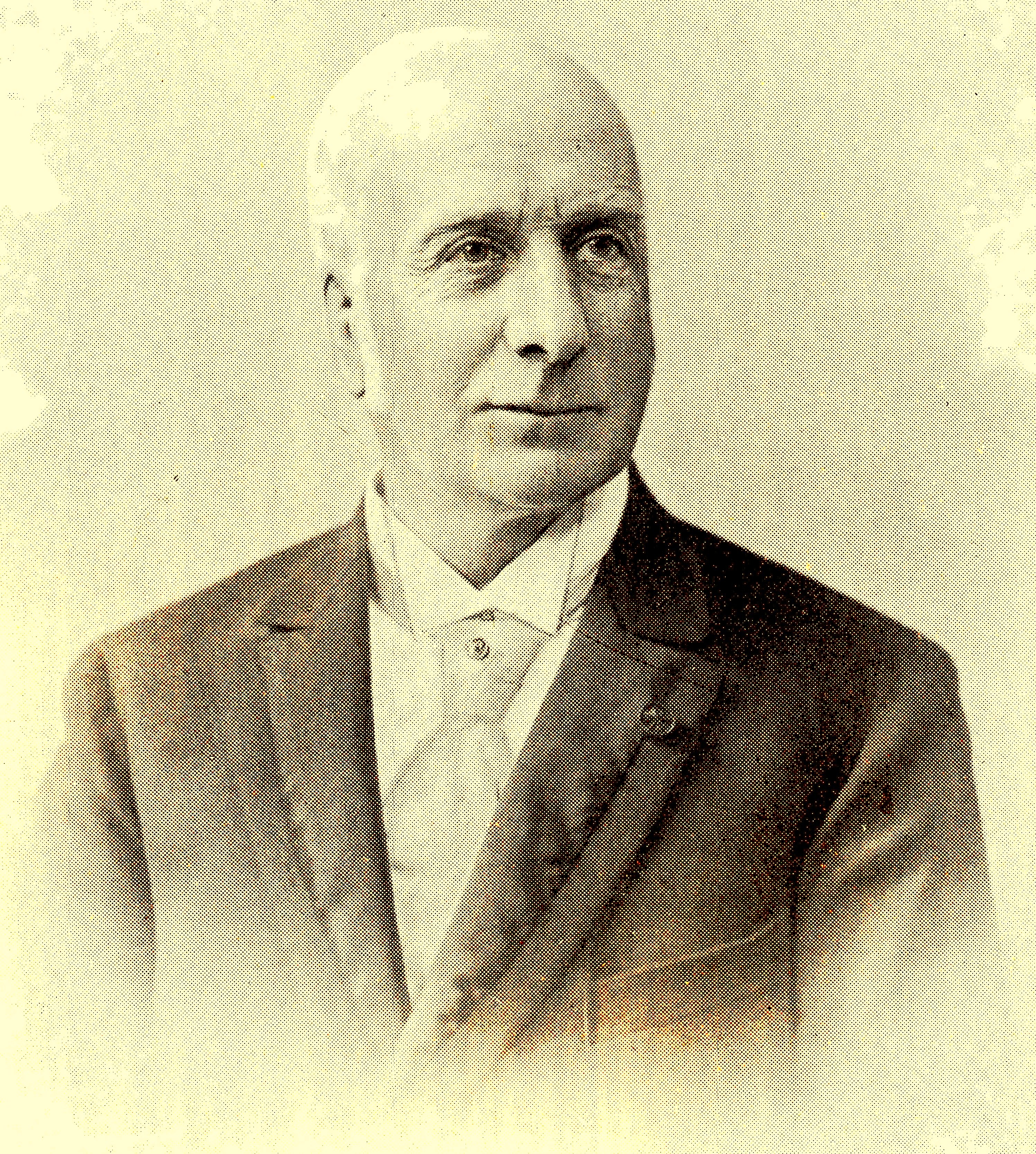
Albertus Willem Sijthoff
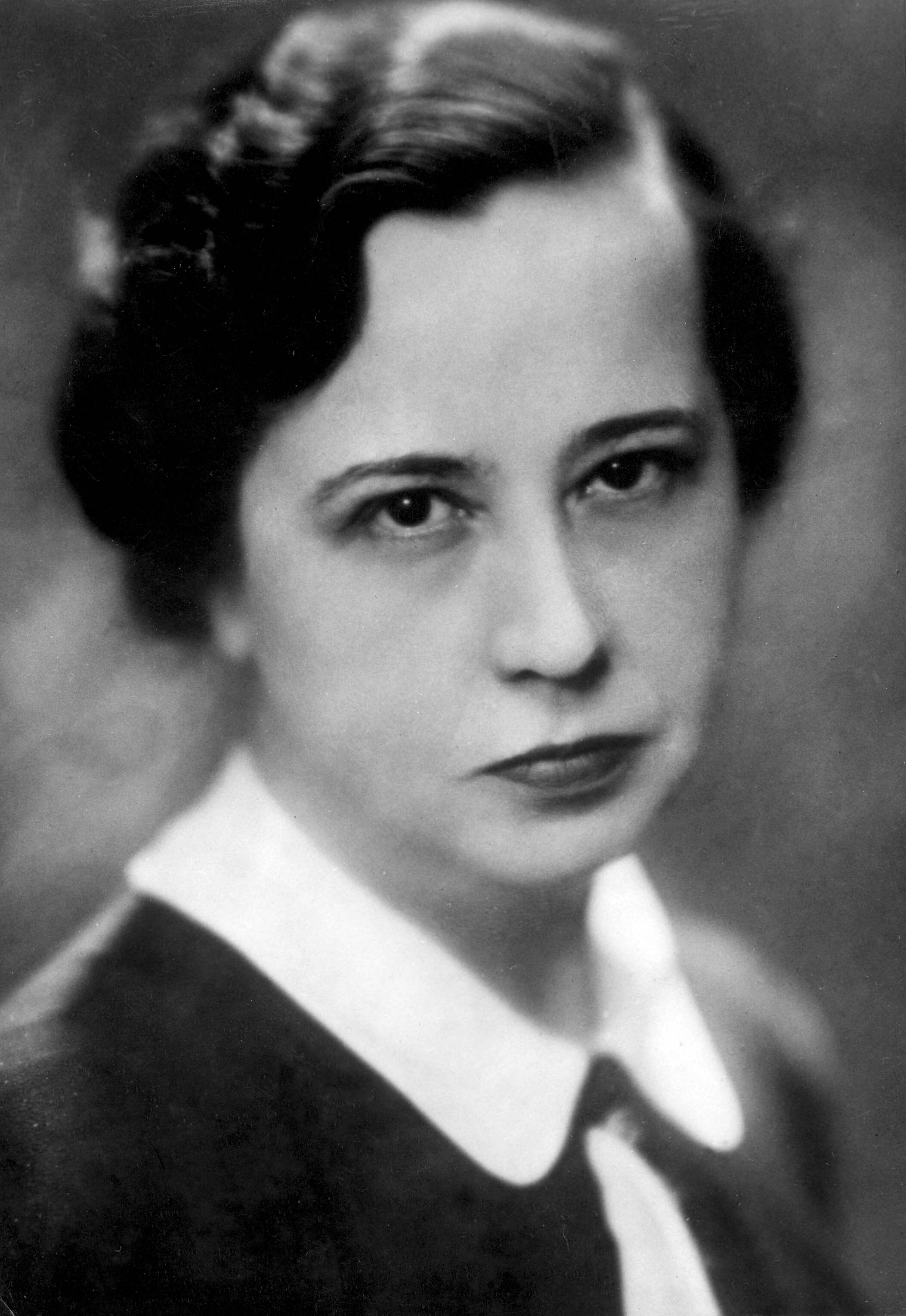
Corry Tendeloo
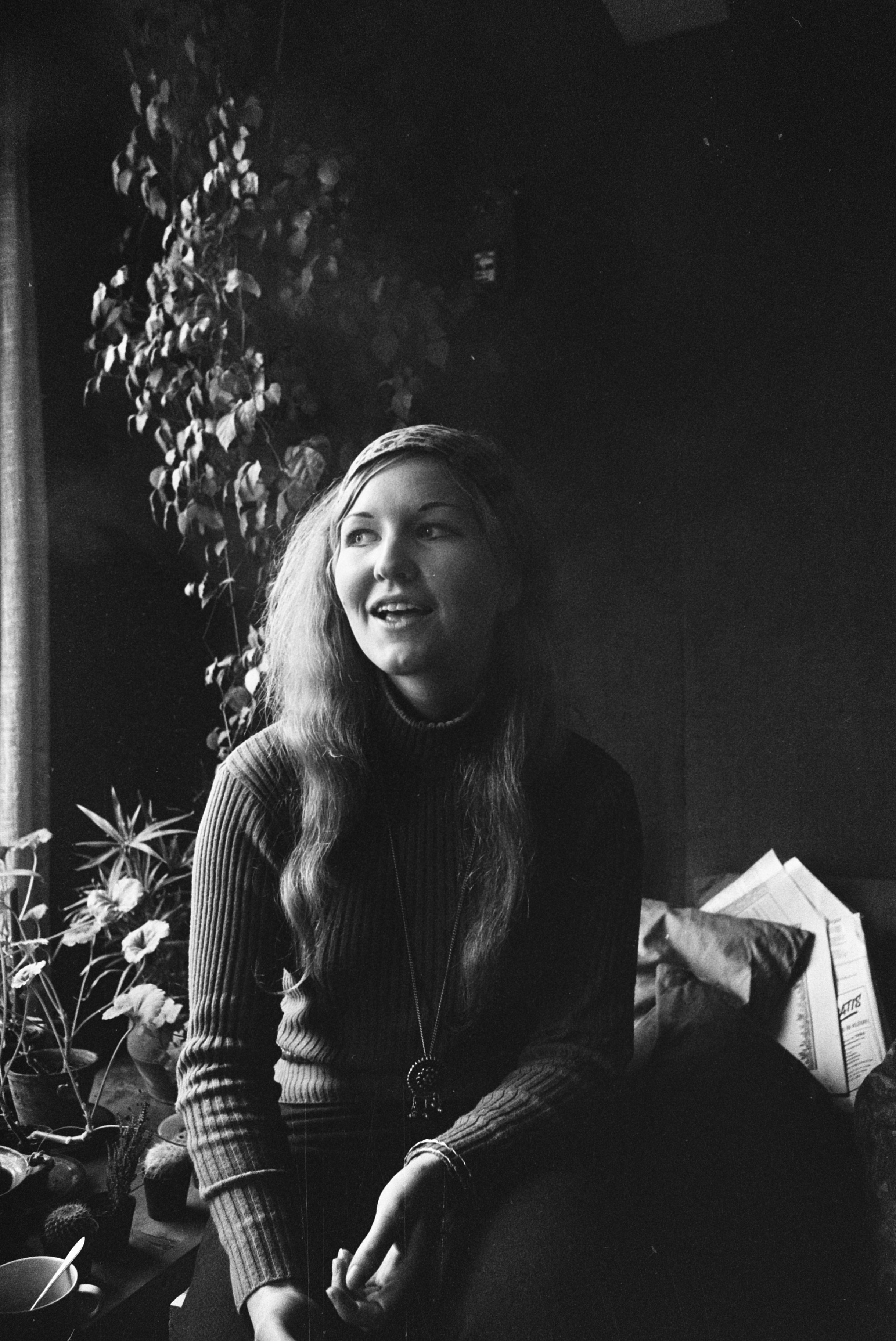
Dunya Verwey
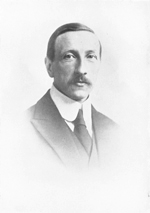
Arent Jan Wensinck
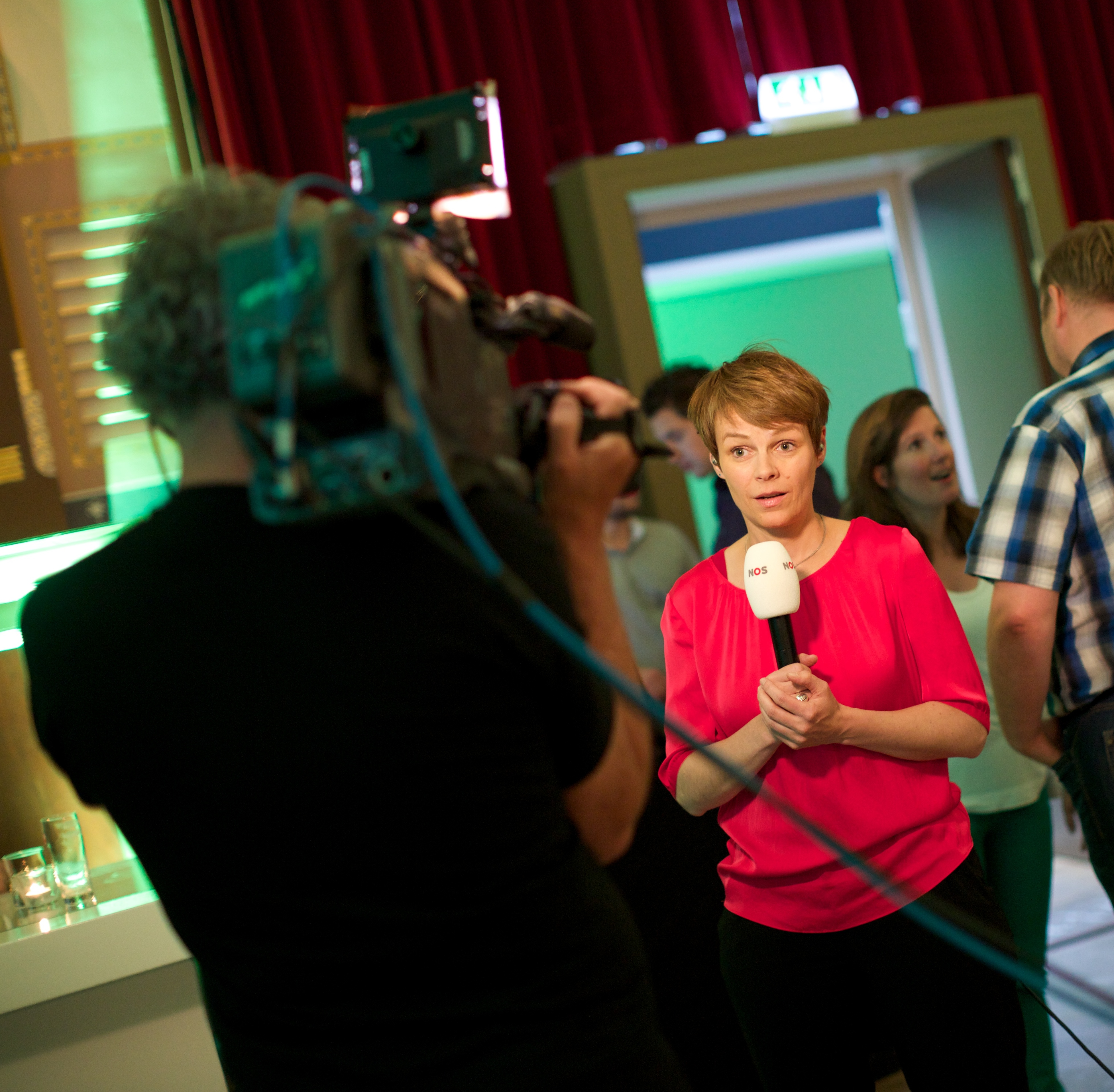
Nynke de Zoeten